# Panthère des neiges
Panthera uncia · Léopard des neiges, Once, Irbis
Pour les articles homonymes, voir Panthère, Léopard (homonymie), Once, Irbis et Uncia.
Pour les œuvres homonymes, voir La Panthère des neiges.
Vous lisez un « bon article » labellisé en 2016.
Espèce
Répartition géographique
Synonymes
- Felis uncia Schreber, 1775 (protonyme)
- Uncia uncia (Schreber, 1775)
- Felis irbis Ehrenberg, 1830

Statut de conservation UICN

 VU C1 : Vulnérable
Statut CITES
La Panthère des neiges (Panthera uncia, précédemment Uncia uncia), aussi appelée Léopard des neiges, Once ou Irbis, est une espèce de félins de la sous-famille des Pantherinae. Historiquement classée dans le genre monotypique Uncia, elle fait à présent partie du genre Panthera. C'est un félin de taille moyenne avec des pattes courtes, des pieds larges et une queue, épaisse et longue, représentant quasiment la moitié de sa longueur totale. Sa face, large et ronde, possède des oreilles courtes et arrondies. Sa robe est de couleur gris pâle à gris jaune constellée de taches et de rosettes.
La Panthère des neiges chasse principalement des ongulés, notamment le Grand bharal (Pseudois nayaur) mais aussi des petits mammifères et des oiseaux. Les végétaux forment une part importante de son régime alimentaire, ce qui est exceptionnel pour un félin. Elle occupe de vastes territoires, dont elle parcourt des zones restreintes durant sept à dix jours, avant de se déplacer vers une autre zone. C'est l'un des rares félins à présenter une période précise pour les naissances : le mois de mai. Les portées, en moyenne de deux chatons aveugles à la naissance, sont élevées par la mère, jusqu'à 18 à 22 mois. La période de sevrage dure généralement 2 à 3 mois.
La Panthère des neiges est fortement associée aux habitats de montagnes[pas clair], avec une préférence pour les ravins escarpés et rocheux. On la rencontre dans les vallées des hautes montagnes d'Asie centrale, de Sibérie centrale et de l'Altaï, jusqu'à une altitude de 5 500 m. Elle est répertoriée sur la liste rouge de l'UICN comme faisant partie des « espèces vulnérables ». La population sauvage comporte entre 4 500 et 8 700 individus. Elle est braconnée pour sa fourrure ou ses os et tuée lorsqu'elle s'attaque aux animaux domestiques.
Des associations de sauvegarde de l'espèce[réf. souhaitée] financent des enclos protecteurs si les bergers s'engagent à ne pas tuer le prédateur[pas clair].

## Description

### Tête et corps

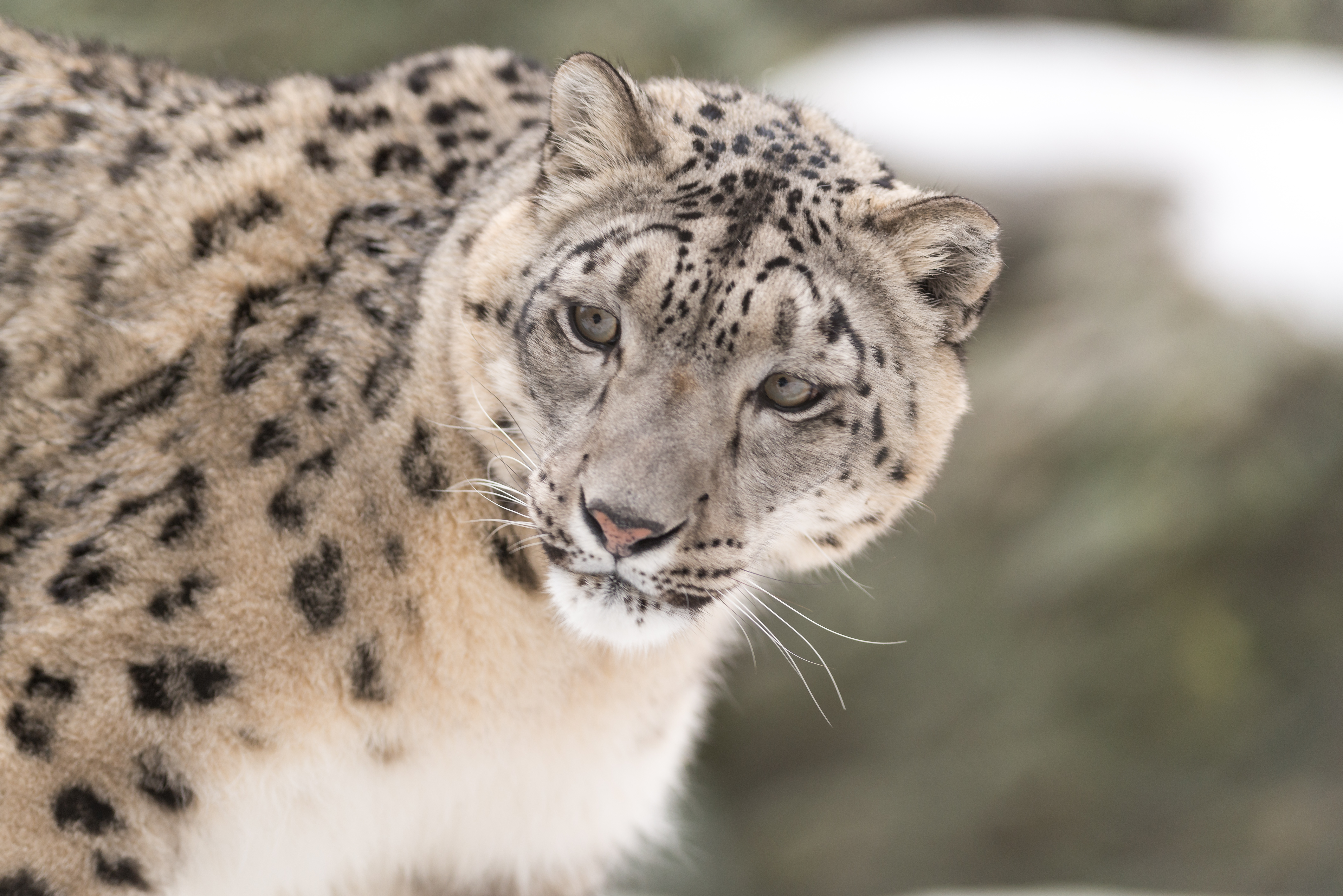
Portrait d'une panthère des neiges, ici au Stone Zoo.

La Panthère des neiges a des pattes courtes et des pieds larges. Ses coussinets couverts de poils l'isolent du froid et facilitent son déplacement sur la neige. Ses pieds avant sont plus larges que ses pieds arrière. Ses muscles pectoraux sont très développés. La longueur de sa queue, comme un balancier, lui permet de maintenir son équilibre en milieu escarpé, elle est également une protection contre le froid lorsqu'elle l'enroule autour de son corps pour dormir.
Sa face, large et ronde, possède des oreilles courtes et arrondies de couleur noire au revers. En hiver, ses oreilles peuvent complètement disparaître sous son épaisse fourrure. La petite taille de ses oreilles lui évite une trop grande déperdition de chaleur. Ses yeux sont gris vert, ce qui est rare pour un félin. Son crâne se distingue facilement de celui du Léopard (Panthera pardus) par son museau court, son stop marqué devant les yeux et son front bombé. Ses cavités nasales sont particulièrement larges, ce qui est peut-être en raison d'une adaptation à la vie en altitude, où l'oxygène est plus rare.
En moyenne, le mâle pèse de 45 à 55 kg et la femelle de 40 à 45 kg. Chez le mâle, la tête et le corps mesurent environ 1,3 m de long et la queue de 0,9 à 1,05 m. Chez la femelle, la tête et le corps mesurent en moyenne 1,0 m de long et la queue de 0,8 à 0,9 m. La hauteur au garrot est d'environ 60 cm.

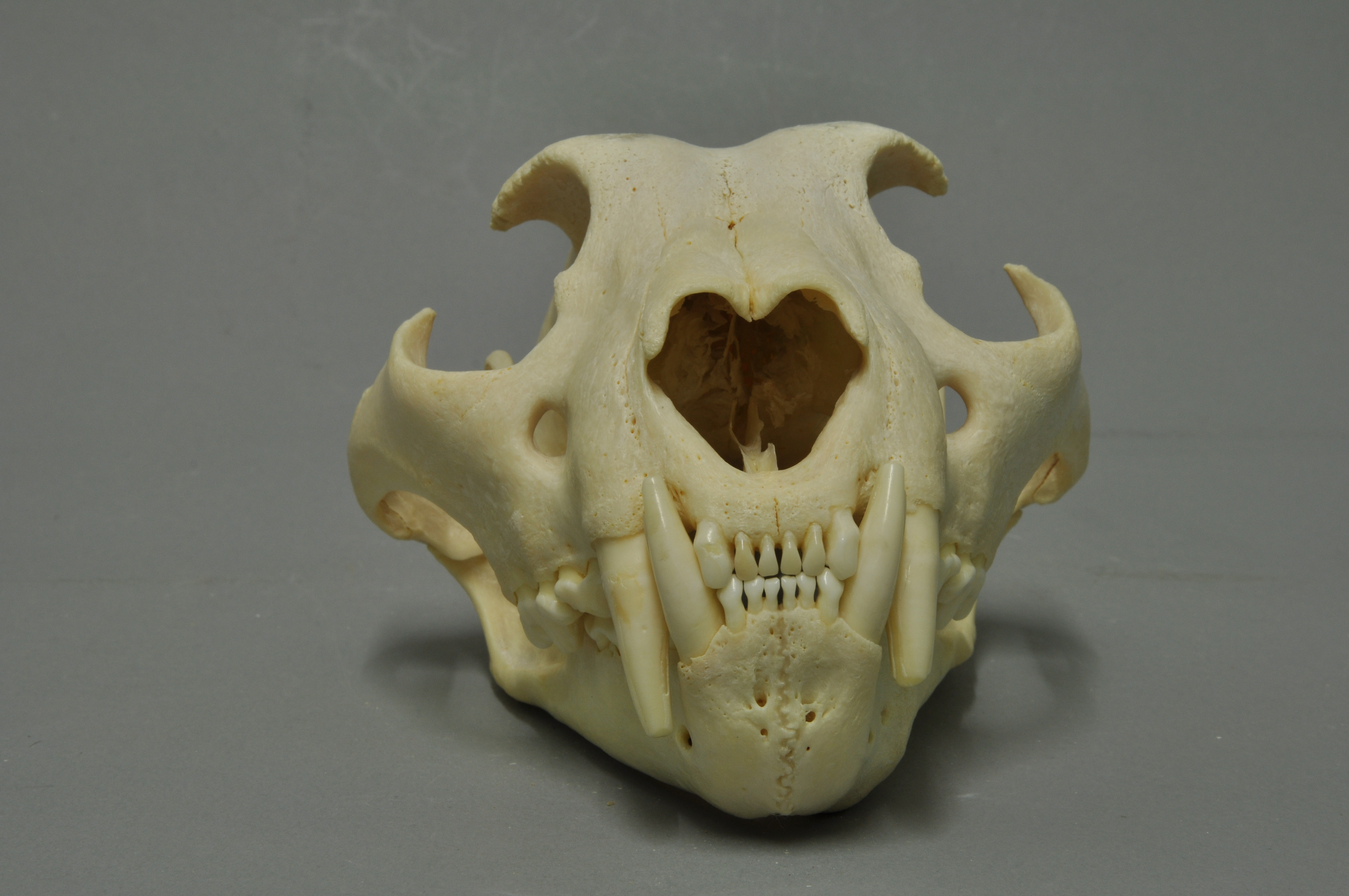
Crâne d’une panthère des neiges (musée de Wiesbaden). Les cavités nasales sont de grande taille.
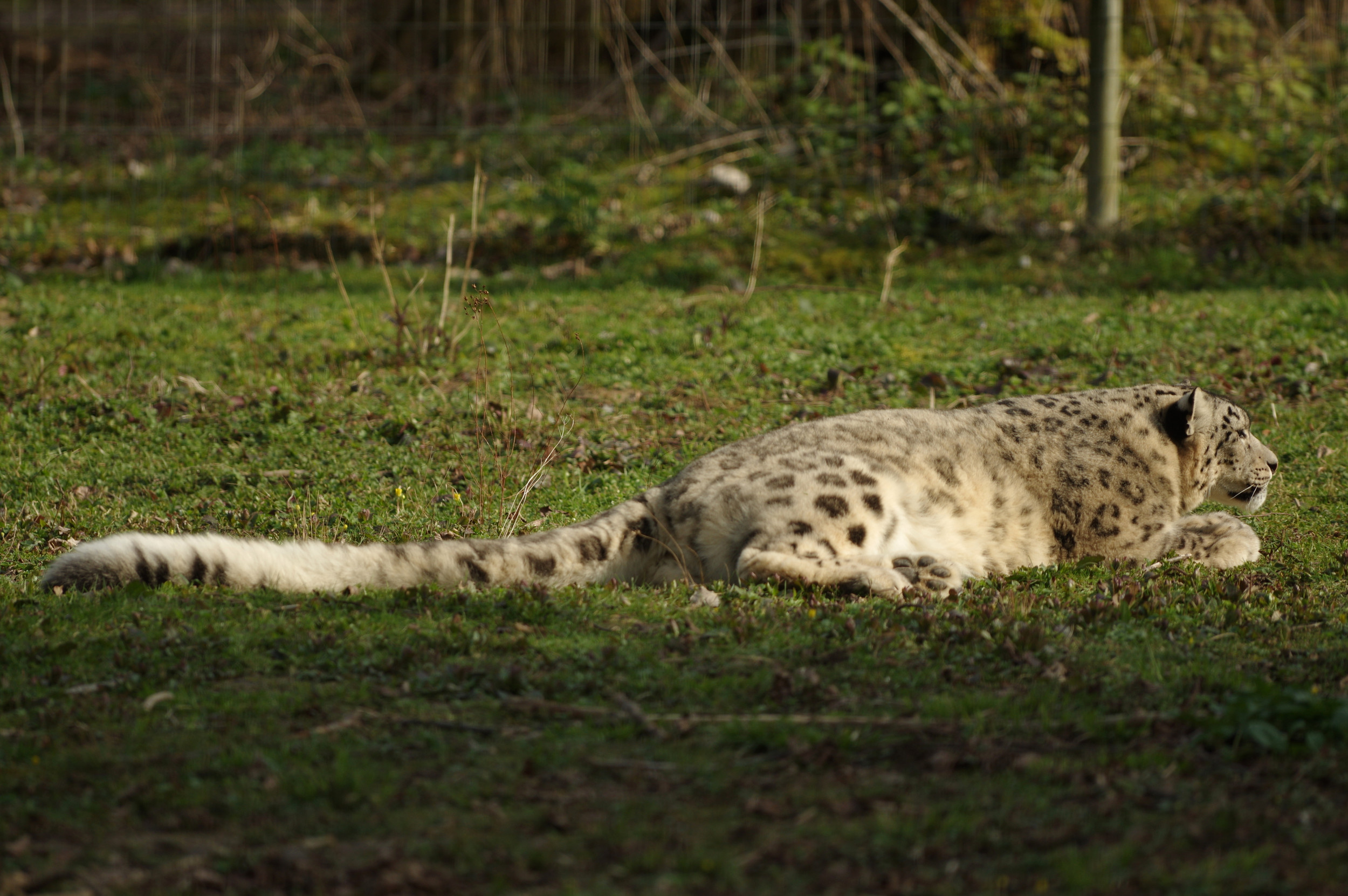
La queue représente la moitié de la longueur totale du corps (Lumigny Safari Reserve).

### Fourrure

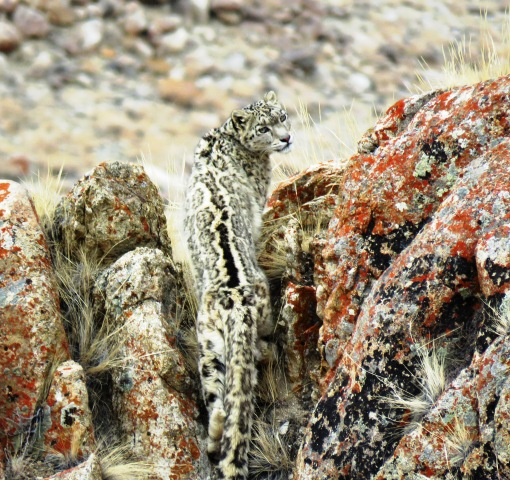
La robe tachetée est un bon camouflage dans la nature, comme ici dans le Ladakh, dans un environnement rocheux riche en lichens.

La robe de la panthère des neiges est de couleur gris pâle à gris jaune, son ventre et son cou étant blanc cassé. Les taches et les rosettes qu'elle porte sont uniques, chaque animal a les siennes. Des méthodes d'identification à partir de ses taches sur le front ont été développées. Son pelage, très long et épais, se renouvelle deux fois par an. En hiver, son poil mesure cinq centimètres de long sur son corps et jusqu'à douze centimètres sur son ventre et sa queue.
Sa face et son cou sont parsemés de petites taches rondes. Des rosettes gris foncé et des taches rondes constellent son dos, ses flancs et ses pattes. Sur sa queue, ses rosettes deviennent des anneaux en se rapprochant de l'extrémité. Deux bandes horizontales marquent son dos de sa nuque jusqu'à sa queue. Les motifs et la couleur de la robe de la Panthère des neiges sont un camouflage efficace dans les montagnes rocheuses et enneigées qui composent son habitat. Ses petits naissent avec une fourrure plus sombre et de larges taches noires sur leur dos et leurs flancs, qui deviendront des rosettes en grandissant.

### Performances physiques
Grâce à ses pattes postérieures longues, la panthère des neiges est l'une des meilleures sauteuses parmi les félidés : elle serait capable de bonds de quinze mètres de long. Toutefois, selon Mel Sunquist, cette distance est exagérée, des sauts de six mètres rapportés par d'autres sources étant plus crédibles.

### Caryotype
La Panthère des neiges possède 38 chromosomes appareillés en 17 paires métacentriques et 2 paires acrocentriques.

### Confusion possible avec d'autres félins
En raison de leur pelage plus clair, les léopards (Panthera pardus) d'Asie centrale et d'Iran peuvent être confondus dans la nature avec la Panthère des neiges. Leur morphologie est cependant différente : le Léopard a un corps plus ramassé, avec une queue moins longue. Par ailleurs, leurs aires de répartition se recouvrent très peu.

## Comportement

### Tempérament

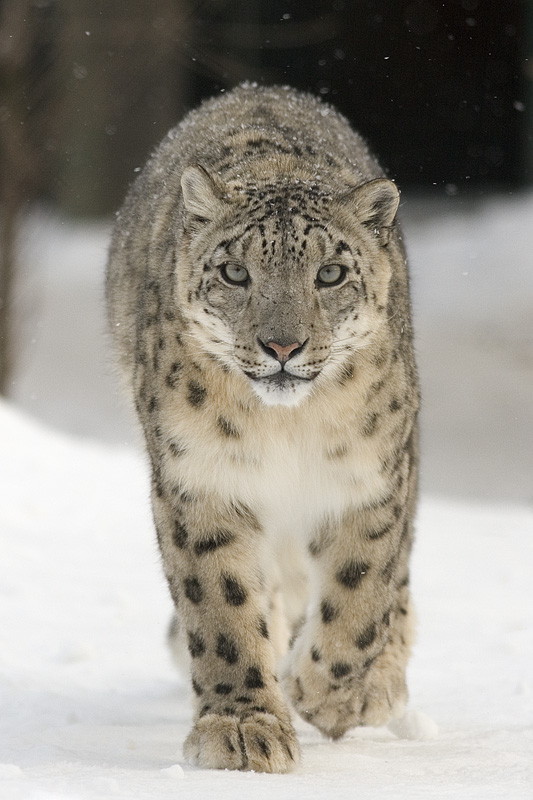
Marcher sur la neige.

La Panthère des neiges est un félin dont le caractère est considéré comme particulièrement pacifique et calme, en captivité comme dans la nature. En captivité, plusieurs témoignages la décrivent comme très docile, liée à son gardien et comme le plus doux des grands carnivores.
Dans la nature, les attaques de panthères des neiges sur l'homme sont extrêmement rares. Deux cas sont répertoriés,. Le 12 juillet 1940, dans la gorge de Maloalmaatinsk près d'Almaty, une panthère des neiges enragée blesse sérieusement deux hommes en les attaquant durant la journée. Le second cas répertorié, de nouveau près d'Almaty, est une tentative d'attaque contre un passant en hiver par un individu très vieux, édenté et émacié.
Quand elle s'attaque au bétail, la Panthère des neiges abandonne facilement sa proie, même lorsqu'elle est seulement protégée par un enfant armé d'un bâton. Plusieurs cas de panthères ne se défendant pas en cas de confrontation avec l'humain, allant même jusqu'à la mort du félin, ont été rapportés. Un compte rendu soviétique donne le témoignage d'un berger ayant attrapé une panthère des neiges par la queue en train de manger dans sa bergerie, l'ayant tirée dehors puis lapidée avec l'aide d'autres villageois sans que le carnivore ne se défendît. Selon Helen Freeman (en) du Snow Leopard Trust, ce comportement doux peut être corrélé aux contacts très rares entre l'humain et la Panthère des neiges, dont l'instinct ne l'alerte pas du danger.

### Activités

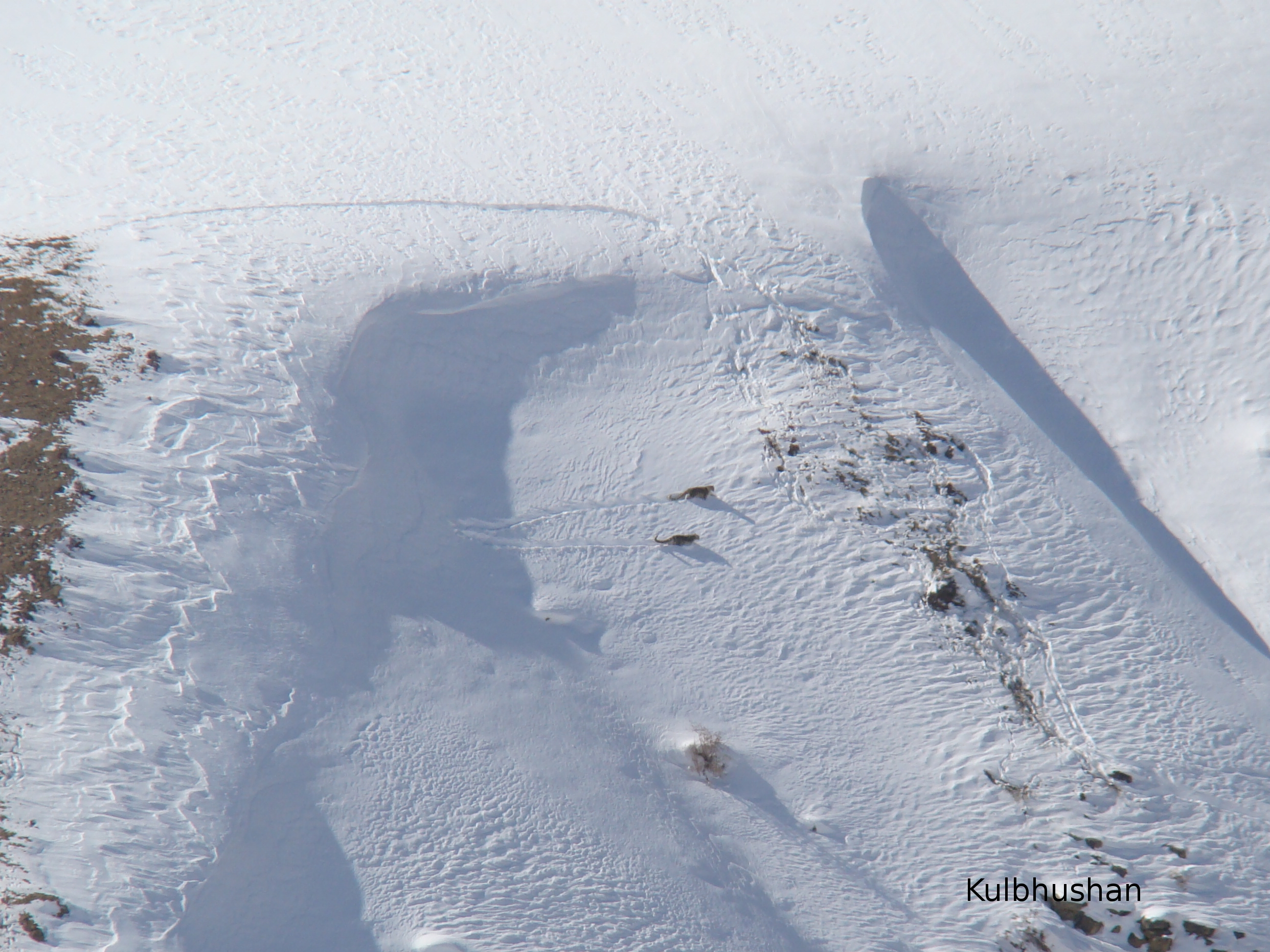
Deux panthères des neiges traversent une épaisse couche de neige dans la vallée de Spiti en Inde.

La Panthère des neiges est active le jour comme la nuit, bien que ses pics d'activité se situent tôt le matin ou tard le soir. Dans les zones encore peu perturbées par l'humain, elle est plus active la journée, tandis qu'en milieu plus urbanisé, notamment lorsqu'elle s'attaque au bétail, elle chasse de nuit et de façon très discrète. La Panthère des neiges suit les déplacements saisonniers de ses proies : elle descend dans les vallées et les forêts de conifères en hiver et remonte dans les montagnes en été. Elle fait son gîte dans une anfractuosité de rocher et paraît demeurer fidèle à ses abris habituels.
Pour se déplacer dans la neige, la Panthère des neiges utilise de préférence des pistes déjà existantes, comme les passages d'animaux sauvages ou domestiques, voire humaines, un scientifique ayant rapporté qu'une panthère des neiges suivait les traces laissées par ses skis. La Panthère des neiges peut se déplacer dans de très fortes épaisseurs de neige, jusqu'à 85 cm. Dans le Tian Shan, des chercheurs ont suivi une piste longue de dix kilomètres où la neige était si profonde que les traces de pattes s'enfonçaient de 43 cm et que le ventre du félin laissait un sillon.
Pour parcourir son territoire, la Panthère des neiges utilise de préférence les endroits escarpés, les ravins ou les gorges de rivières. Elle évite autant que possible les grands espaces ouverts. Dans le parc national de Gobi Gurvansaikhan en Mongolie, un jeune mâle relâché dans la steppe a parcouru entre trente et quarante kilomètres, probablement en une seule nuit, pour atteindre une zone plus montagneuse. Dans les zones où les plateaux et plaines sont plus fréquents, la communauté scientifique suggère que des reliefs de moindre hauteur, comme des collines ou des petites montagnes éloignées de 20 à 65 km, servent de corridor pour atteindre les massifs montagneux que la Panthère des neiges préfère.
En dehors de la femelle accompagnée de ses petits, la Panthère des neiges est un félin solitaire (en). Les jeunes issus d'une même fratrie peuvent brièvement rester ensemble après avoir quitté leur mère,.

### Territorialité
La Panthère des neiges occupe de grands territoires dont elle parcourt des zones restreintes durant sept à dix jours avant de se déplacer vers une autre zone. Au Népal, la taille du territoire est estimée entre 12 et 39 km2. Lorsque la densité de proies diminue, le territoire augmente en taille, jusqu'à 400 km2 en Mongolie. Toutefois, il a été observé que l'évaluation de la taille du territoire était fortement modifiée par le type de mesures réalisées : les premières estimations de la taille du territoire des panthères des neiges ont été réalisées à partir de colliers radios tandis que les mesures satellites ont été introduites plus tard. Les mesures satellites ont montré une taille du territoire beaucoup plus vaste. Ainsi, un territoire mesuré par collier radio de 50 km2 est passé à 1 590 km2 avec des mesures satellites. La différence peut expliquer les longues périodes de non-détection radio d'un individu, qui serait tout simplement hors de portée de réception du signal. La taille du territoire des panthères des neiges est peut-être largement sous-évaluée.
L'éloignement moyen entre les individus est d'au moins deux kilomètres au Népal. En Mongolie, des distances similaires ont été relevées : deux individus mâles sont en moyenne distants de 1,3 km, deux individus de sexes différents de 4,8 km et deux femelles de 7,8 km. La Panthère des neiges se déplace d'environ 12 km par jour en Mongolie, et jusqu'à 27,9 km.
Assez peu d'études permettent de quantifier la densité de population. Elle est considérée comme très faible, de l'ordre de 0,5 à 1 individu pour 100 km2, avec des zones de densités importantes très localisées. La vallée du Langu fait partie des points chauds, puisqu'il y est estimé une densité de 5 à 10 adultes ou adolescents pour 100 km2. Dans l'aire de conservation de l'Annapurna située dans le district de Manang, au Népal, la densité atteint 5 à 7 adultes pour 100 km2. Le nord-ouest de la province du Qinghai, en Chine, est également connu comme un point chaud de densité par un autre type de témoignage : cinq paysans ont pu y braconner quatorze panthères des neiges en juste six jours.

### Régime alimentaire
La Panthère des neiges chasse principalement des ongulés comme le grand bharal (Pseudois nayaur), l'Ibex de Sibérie (Capra sibirica), le Markhor (Capra falconeri), l'Urial (Ovis vignei) et l'Argali (Ovis ammon). Le bétail forme une proportion importante du régime alimentaire selon les régions. Elle chasse également de plus petits mammifères tels que la Marmotte de l'Himalaya (Marmota himalayana), les cerfs porte-muscs et les pikas et des oiseaux comme la Perdrix choukar (Alectoris chukar), les faisans ou les tétraogalles. Les charognes font également partie du régime alimentaire. Les végétaux forment une portion importante du régime.

#### Les ongulés comme proies principales

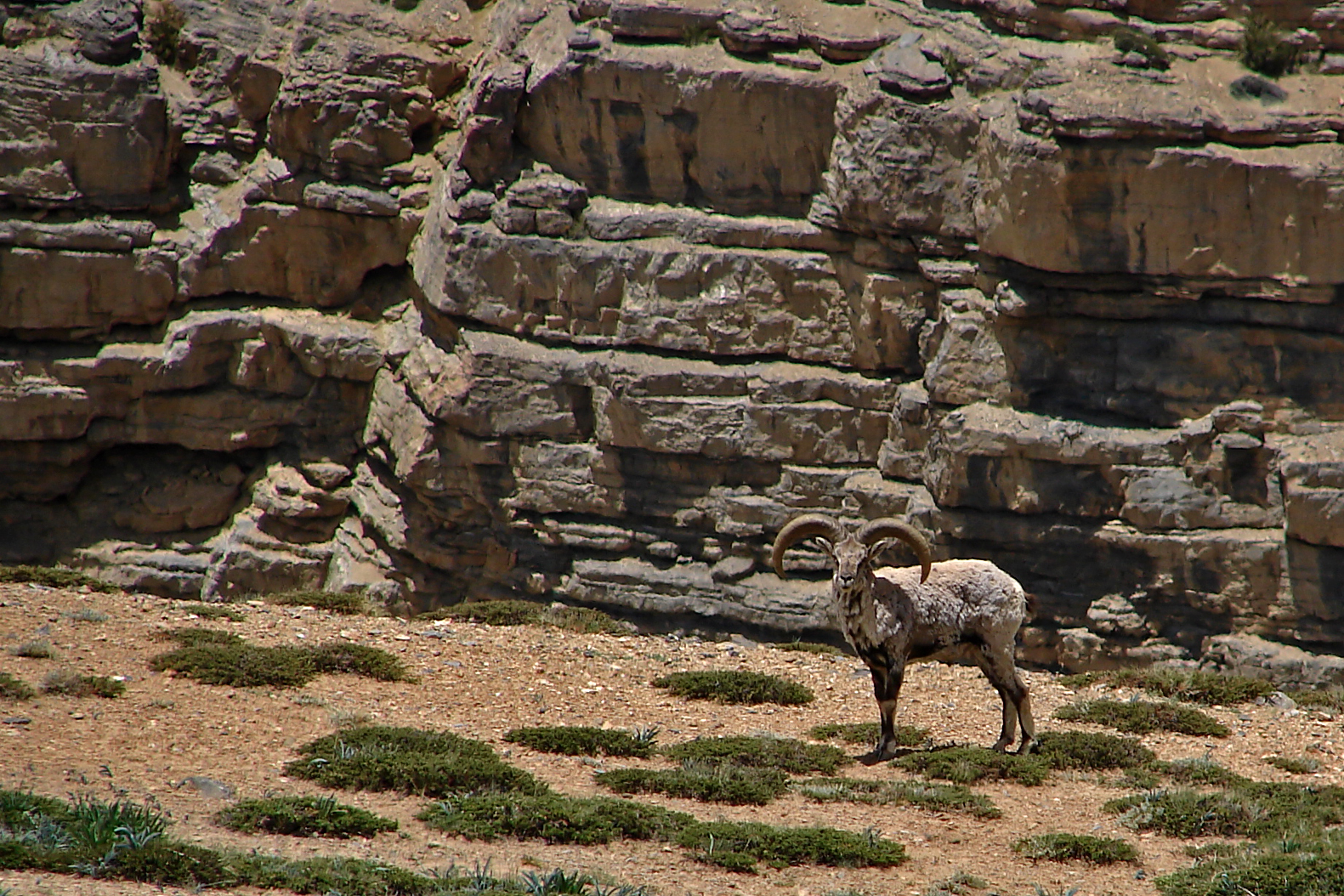
Le Grand bharal, comme ici dans la vallée de Spiti, est la proie principale de la Panthère des neiges dans de nombreux pays.

Le Grand bharal et l'Ibex de Sibérie forment la base du régime alimentaire de la Panthère des neiges dans de nombreuses régions de son aire de répartition. Le Grand bharal est l'ongulé le plus chassé par la Panthère des neiges au nord-ouest de l'Inde, au Népal et sur une partie du Tibet. Au Pakistan, où cet ongulé n'est plus présent, le régime alimentaire est composé pour moitié de Markhors et de bétail. En Mongolie, l'Ibex est la proie principale et les marmottes complètent le régime dans une proportion de 15 à 20 %.
La Panthère des neiges chasse peut-être préférentiellement les ongulés mâles adultes. Toutefois, en raison du faible nombre d'études, cette hypothèse ne peut être encore prouvée. Un faisceau de témoignages étayent cette hypothèse. Ainsi, au Népal, six individus adultes tués sur dix étaient des mâles, et parmi les ongulés six bharals sur sept étaient des mâles et les deux ibex également. En Russie, sur 48 ibex tués par la Panthère des neiges, 39 étaient des mâles, et la majorité d'entre eux avaient plus de cinq ans. Au Pakistan, une étude a également montré que sur onze Markhors tués, neuf étaient des mâles.

#### La marmotte comme complément

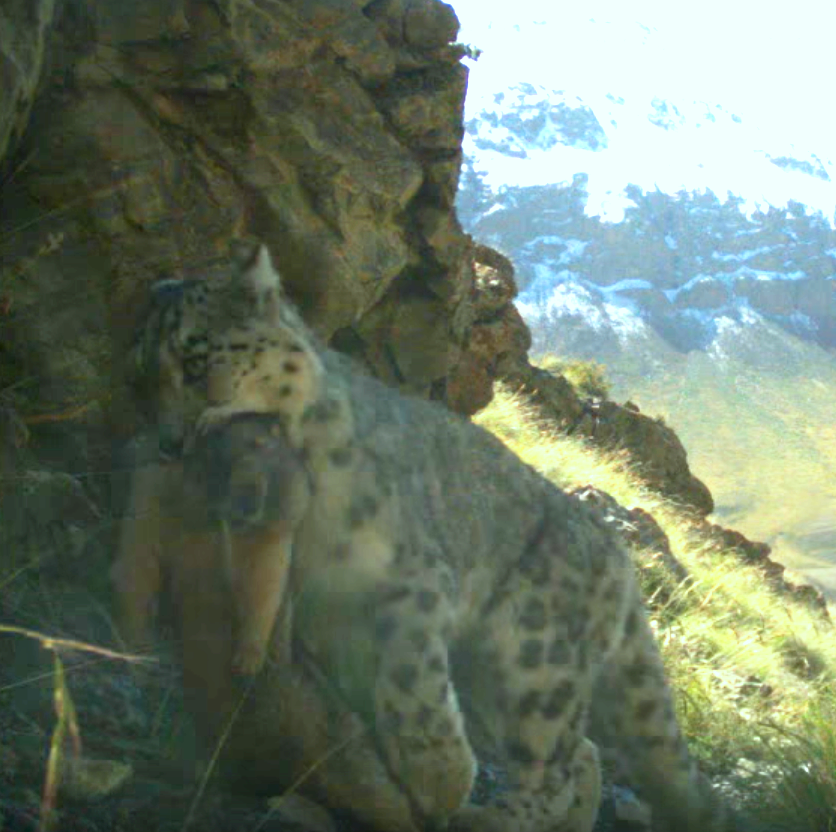
La Marmotte grise, comme ici à la réserve de Sarychat-Ertash au Kirghizistan, est très chassée au printemps et en été.

Le régime alimentaire varie selon les saisons car en hiver, les proies se raréfient, certaines hibernent, sont inaccessibles sous la neige ou migrent. Du printemps à l'automne, la Panthère des neiges mange des marmottes, des bouquetins, des lièvres, des souris et des oiseaux, en hiver elle mange des lièvres, des sangliers, des cerfs et des végétaux. La marmotte est très chassée au printemps et en été. Ainsi dans la réserve de Taxkorgan en Chine, le bharal représente 60 % du régime alimentaire et les marmottes 29 %, le reste étant identifié comme de l'ibex, du lièvre, des tétraogalles, de l'herbe et du bétail. Toujours en Chine dans le Qinghai, la marmotte compose 35 à 65 % du régime alimentaire d'été, et les ongulés 30 à 45 %.

#### Une grande proportion de végétaux pour un félidé

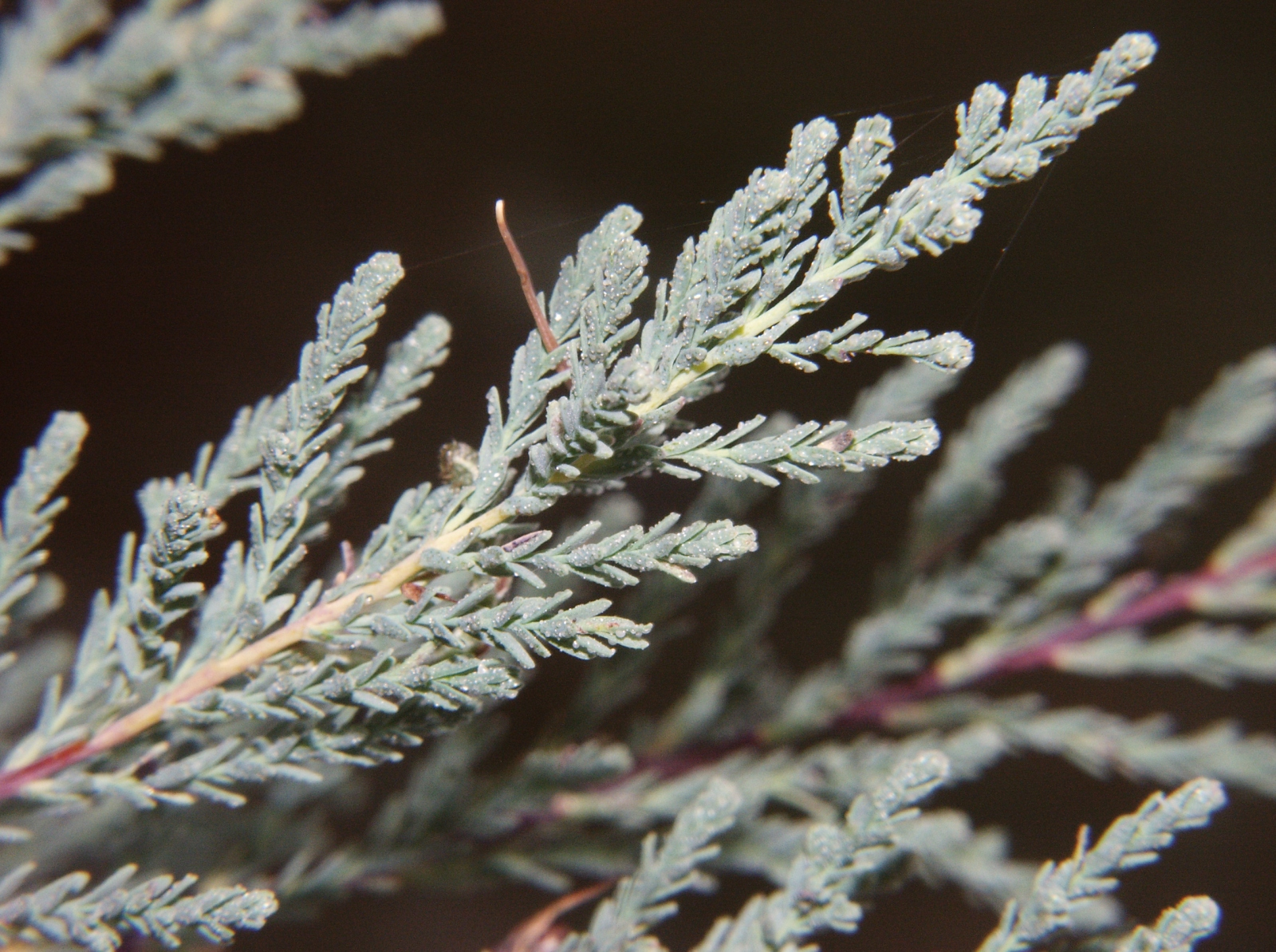
Des brindilles de Myricaria germanica se retrouvent dans les fèces de la Panthère des neiges.

En comparaison des autres espèces de félins, la Panthère des neiges ingère la plus forte proportion de végétaux dans son régime alimentaire. Ainsi, les fèces contiennent en moyenne 22 % de matière végétale au Pakistan et de 41 % à plus de 50 % au Ladakh. Les matières végétales se composent d'herbes et de brindilles, appartenant au genre Myricaria ou Tamarix. Dans le parc national de Hemis au Ladakh, presque 15 % des fèces étaient entièrement composées de Myricaria germanica. Cette forte proportion végétale dans le régime alimentaire permet peut-être à la Panthère des neiges de chasser les parasites ou est tout simplement un apport nutritif essentiel.

#### Attaques sur le bétail

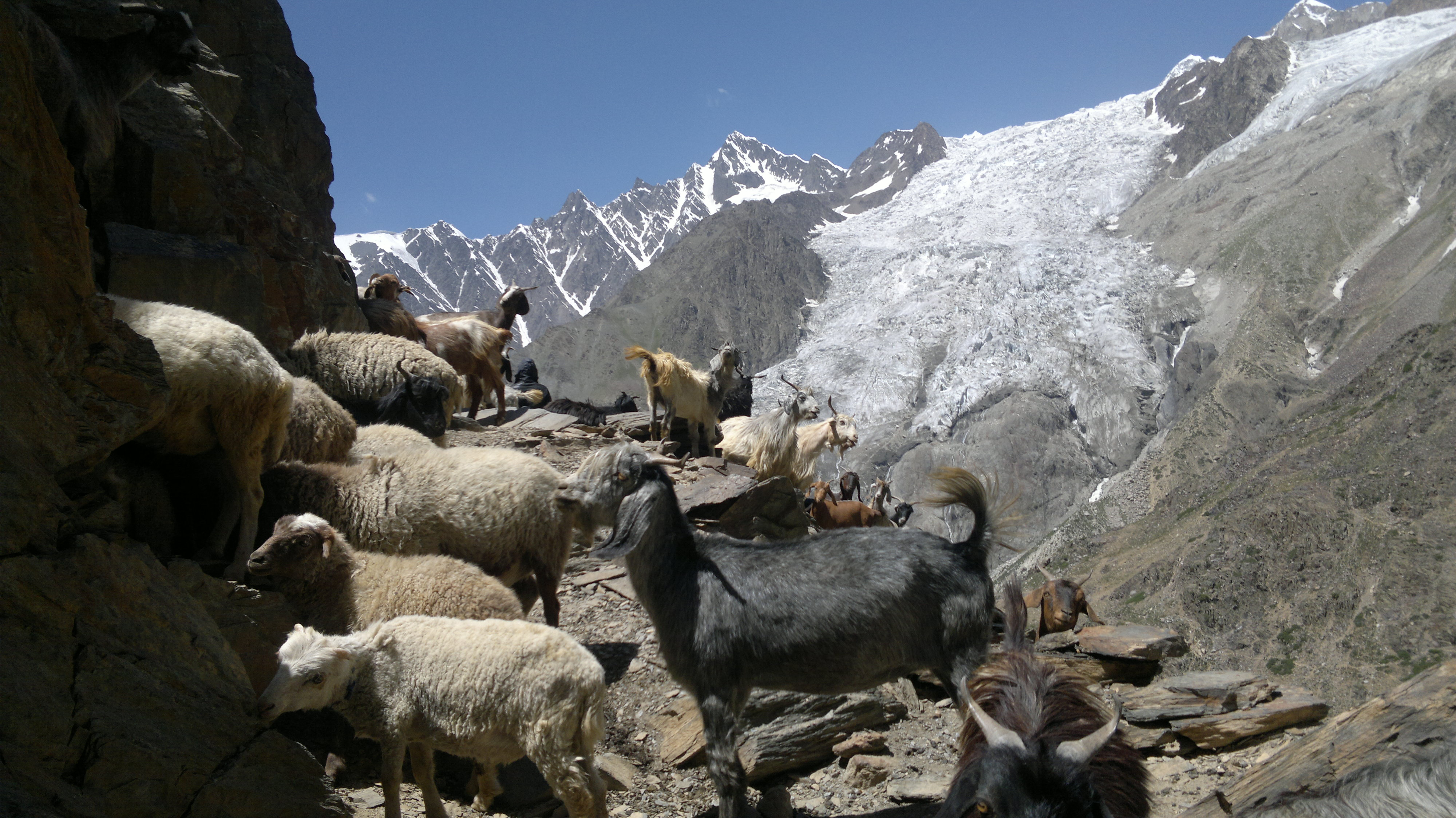
Les chèvres, comme ici à Darkot Pass au Pakistan, sont vulnérables aux attaques de panthères des neiges.

La Panthère des neiges s'attaque au bétail : surtout aux chèvres et aux moutons, mais également aux chevaux, yacks domestiques, vaches et chiens. La prédation sur le bétail s'accroît en hiver et peut représenter une part importante du régime alimentaire. La pression de prédation sur le bétail dépend de l'importance des activités d'élevage dans une région, mais également des pratiques d'élevage. Ainsi, le bétail prélevé est plus fréquemment des animaux isolés, mis en pâture sans surveillance, que des animaux gardés. Par exemple, en Mongolie, les yacks et les chevaux — notamment les poulains —, en pâture libre, sont plus touchés par la prédation de la Panthère des neiges que les chèvres et les moutons, gardés. Toutefois, lorsqu'une panthère des neiges entre dans une bergerie de moutons ou de chèvres, les pertes sont beaucoup plus importantes pour l'éleveur, une attaque pouvant conduire à la mort d'une trentaine de moutons.

#### Techniques de chasse et comportement alimentaire
La Panthère des neiges utilise les crêtes rocheuses et les falaises comme promontoires pour observer les environs. Elle se déplace agilement par bonds d'un rocher à l'autre. Elle chasse à l'affût, s'approchant peu à peu, puis bondit, généralement vers le bas, pour se saisir de sa proie. La mise à mort se fait par une morsure à la gorge ou la nuque. La poursuite est généralement plus longue que celle des autres félins, de l'ordre de 200 à 300 mètres. Les courses sur des pentes abruptes présentent de grands risques de chutes, et il est possible que les longues poursuites permettent à la Panthère des neiges un meilleur taux de réussite à la chasse, en profitant d'éventuelles maladresses de ses proies.
Bien que cela ne soit pas formellement prouvé, il est supposé qu'une météorologie pluvieuse ou neigeuse lui est profitable. La faible visibilité par mauvais temps, ainsi que l'action de sourdine de la neige, serait un avantage pour approcher les proies au plus près. Des naturalistes et des trappeurs ont ainsi signalés que la Panthère des neiges chasse plus souvent après de fortes chutes de neige.
Le comportement alimentaire de la Panthère des neiges dans la nature est assez mal connu. Au Népal, elle mange toutes les parties possibles de la carcasse et ne la recouvre pas pour la protéger des charognards. Dans les parcs zoologiques, elle mange 6 à 27 kg de viande par semaine, usuellement 1,5 kg par jour.
Elle s'attaque tous les dix à quinze jours à de grosses proies, pesant jusqu'à trois fois son propre poids, pour s'en nourrir pendant trois à cinq jours, ce qui correspond à 24 à 36 animaux de la taille d'un bharal par an. Un bharal est mangé en moins de 48 heures par une femelle avec deux petits. Au Népal, un sub-adulte de 20 kg s'est attaqué à un bharal de 55 kg.

### Communication

#### Vocalisations
La Panthère des neiges ne rugit pas,. Son cri principal est un miaulement aigu, voire perçant, prolongé et intense. Ce cri très puissant est utilisé pendant l'œstrus de la femelle pour appeler les mâles. Des biologistes dans la gorge du Langu ont rapporté qu'il pouvait couvrir le rugissement du torrent au fond de la vallée. Il sert vraisemblablement à localiser les panthères des neiges entre elles. Il est souvent émis en soirée entre 19 h et 22 h.
Des cris moins intenses sont retranscrits par l'onomatopée « miou ». Les vocalisations de menace sont des grognements, des grondements, des sifflements et des crachements. La Panthère des neiges est, avec le Tigre (Panthera tigris), le Jaguar (P. onca) et la Panthère nébuleuse (Neofelis nebulosa), l'un des félins utilisant le prusten. Les chatons miaulent. La capacité à ronronner demeure incertaine, il est cependant très probable qu'elle n'en soit pas capable.

#### Marquage olfactif et visuel

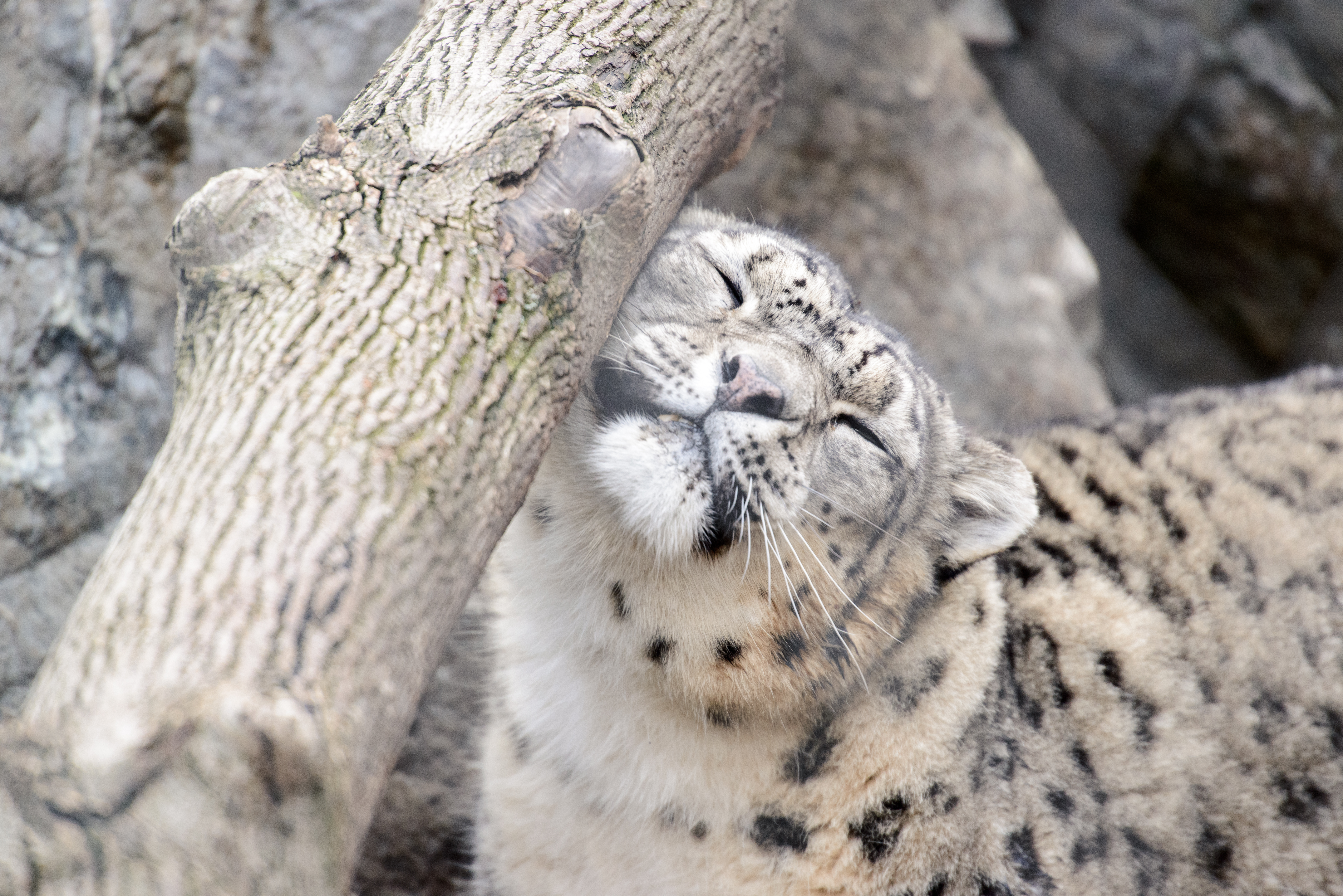
Les frottements des joues permettent de marquer olfactivement sa présence, comme ici au Stone Zoo.

Le marquage du territoire est un marquage olfactif et visuel, réalisé indifféremment par l'un ou l'autre des sexes à partir de l'âge d'un an et demi. Ce marquage est réalisé par frottement de la tête, des joues et du cou sur des points de repères visibles, comme des troncs ou des rochers sur des sentiers régulièrement utilisés, et également par des jets d'urine et des grattages avec les pattes postérieures. Les fèces, non recouvertes, sont laissées en évidence sur le territoire.
Le marquage est renouvelé toutes les deux à quatre semaines. Il est bien plus fréquent sur les portions de territoires partagées. On pense que le marquage olfactif permet d'identifier les panthères des neiges entre elles et donne des informations sur le sexe, la disponibilité reproductive et la date où la marque a été déposée par l'individu. Elle permet de savoir si un territoire est occupé, et, pour les mâles, si une femelle est en chaleur, information capitale pour une espèce dont les individus sont très dispersés.
Les grattages sont le moyen de marquage le plus utilisé, qui laisse des traces d'une vingtaine de centimètres de long sur des sites bien visibles. Dans certaines zones de forts passages, les marques sont regroupées, chaque individu de passage ajoutant sa marque à celle des autres. Au Ladakh, les sites les plus utilisés pour les grattages sont les confluences des rivières.
Les sites de jets d'urine sont généralement protégés des éléments comme des cavités ou des reliefs, ils peuvent s'accompagner de griffures et de frottements de joues. En captivité, les mâles marquent plus que les femelles, mais cela n'a pas encore été confirmé dans la nature.

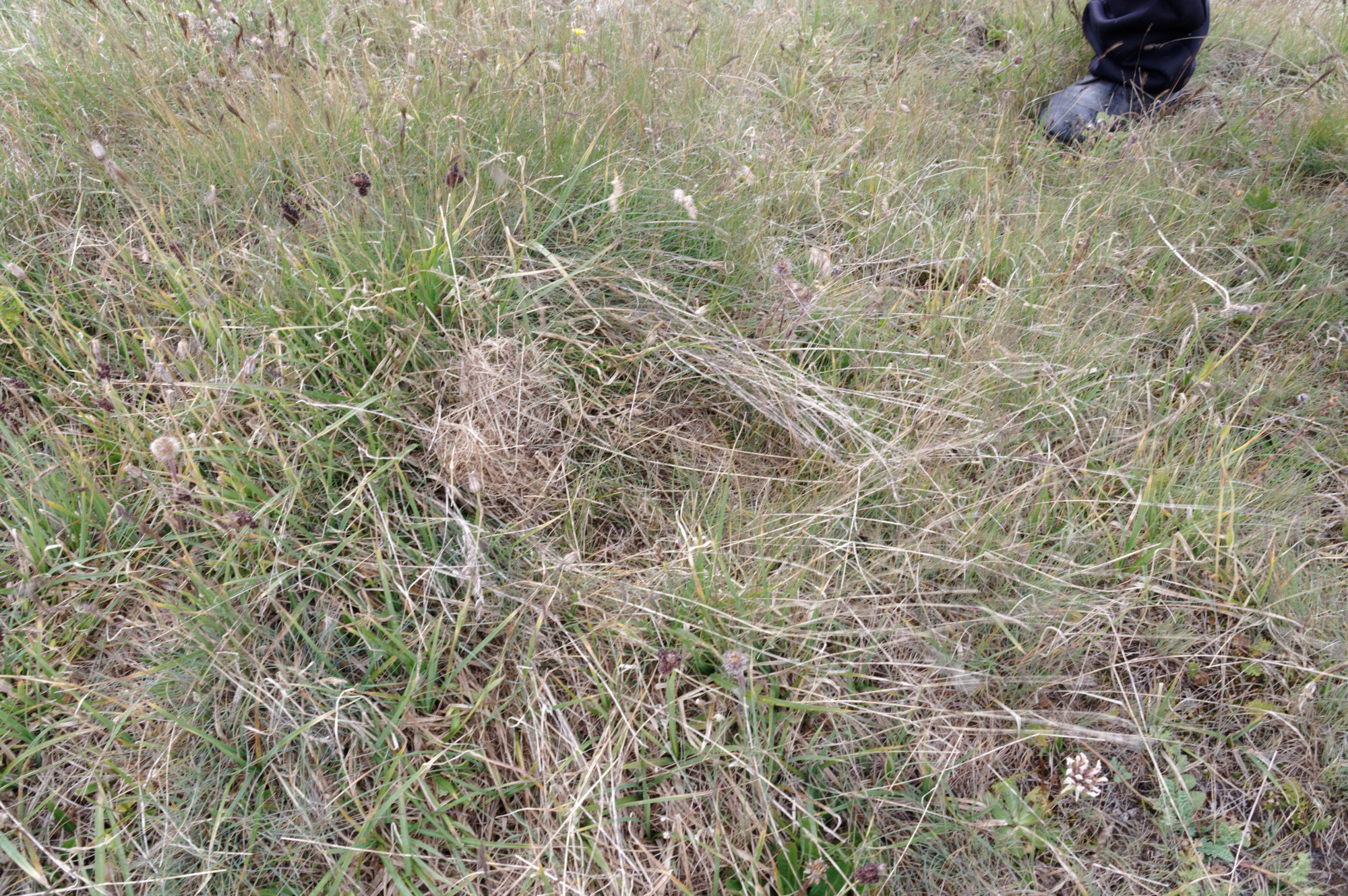
Grattage dans l'herbe de panthères des neiges dans la réserve naturelle de Naryn, au Kirghizstan.
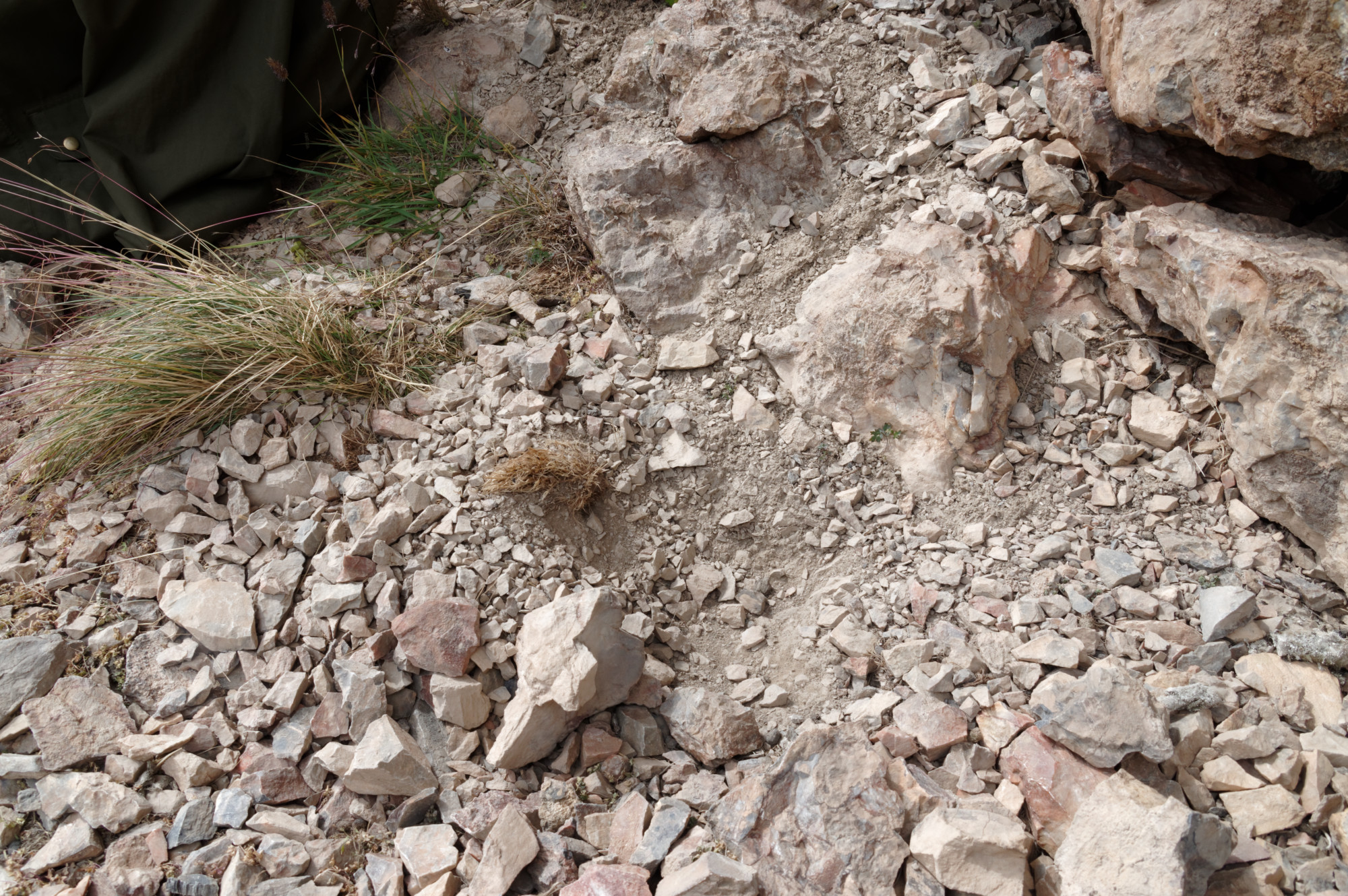
Grattage dans les rocailles de panthères des neiges dans la réserve naturelle de Naryn.

### Compétition interspécifique
Le Loup gris (Canis lupus) est le principal compétiteur naturel. En certains points de son aire de répartition, notamment en basse altitude, l'aire de répartition de la Panthère des neiges se superpose à celles du Léopard (Panthera pardus) et du Dhole (Cuon alpinus). En Chine, dans le Sanjiangyuan (province de Qinghai), et en Inde, dans le parc national du Grand Himalaya, les pièges photographiques montrent que le Léopard et la Panthère des neiges peuvent coexister sur la même aire ; toutefois, la nature de leur interaction reste à étudier. Le Léopard est plus gros et s'adapte à une plus grande variété d'habitats et sa présence pourrait être néfaste à celle de la Panthère des neiges. Quelques observations semblent cependant montrer que les deux espèces utilisent deux habitats différents dans le but d'éviter l'agression interspécifique : la Panthère des neiges préfère les milieux ouverts avec peu de végétation tandis que le Léopard choisit les forêts de cyprès denses. Les interactions entre Léopard et Panthère des neiges pourraient s'accroître dans le contexte du réchauffement climatique qui modifie la limite des arbres et permet au Léopard de s'aventurer vers de plus hautes altitudes.
Un documentaire réalisé au parc national de Hemis au Népal a filmé une panthère des neiges s'appropriant une chèvre fraichement tuée par un groupe de quatre Dholes : elle s'approche, prend la proie et l'emmène dans les zones rocheuses, suivie par les Dholes, qui n'osent pas l'attaquer.

### Cycle de vie

#### Saisonnalité

La majorité des naissances se déroulent au mois de mai.

La Panthère des neiges, en raison de la dureté du climat, est l'un des rares félins à avoir un pic de naissance bien marqué : ainsi, en captivité, 89 % des naissances se déroulent entre avril et juin, le mois de mai totalisant 54,3 % des naissances à lui tout seul. La saison de reproduction a généralement lieu entre janvier et mars. Au Népal, le pic de la saison de reproduction est en février, tandis qu'au Ladakh, la saison de reproduction est plus probablement située entre fin mars et avril. L'œstrus dure deux à douze jours et le cycle œstral de 15 à 39 jours,. Toutefois, les accouplements ne durent que deux à trois jours, et le pic de l'œstrus est donc beaucoup plus court, de l'ordre de cinq à huit jours en captivité. En captivité, il semble que l'œstrus est corrélé à l'augmentation de la durée du jour car, dans une même zone géographique, les œstrus ont tendance à être synchronisés. La Panthère des neiges est l'un des rares félins en captivité dont le cycle œstral ne se réenclenche pas après la perte d'une portée.
En captivité, durant la période des chaleurs, le couple passe plus de temps ensemble, se toilette mutuellement et parcourt l'enclos plus fréquemment. La femelle se roule souvent au sol. Les accouplements ont lieu sur une période de trois à six jours. La femelle adopte la position de lordose typique des félins : ventre à terre, elle présente son arrière-train, la queue arquée sur le côté du corps. Durant l'intromission, le mâle saisit la femelle entre ses dents par la peau du cou. Le coït dure de 15 à 45 secondes. Usuellement, le mâle émet un miaulement aigu et sonore à la fin de la copulation. Les accouplements sont brefs mais fréquents : de 12 à 36 fois par jour.
La période courte de la saison de reproduction et le non-renouvellement de l'œstrus ont probablement une influence non négligeable sur le système social de la Panthère des neiges et notamment la compétition intraspécifique des mâles. Pour la plupart des félins, le territoire du mâle recouvre celui de plusieurs femelles, qu'il visite régulièrement pour s'accoupler — l'œstrus étant long et cyclique — et protège jalousement. Dans le cas de la Panthère des neiges, et notamment dans les points chauds à forte densité de population, cette stratégie ne peut être appliquée, puisque la synchronicité des œstrus implique que toutes les femelles sont réceptives en même temps. Une stratégie de protection exclusive du territoire est alors contre-productive.

#### Naissance et élevage des petits

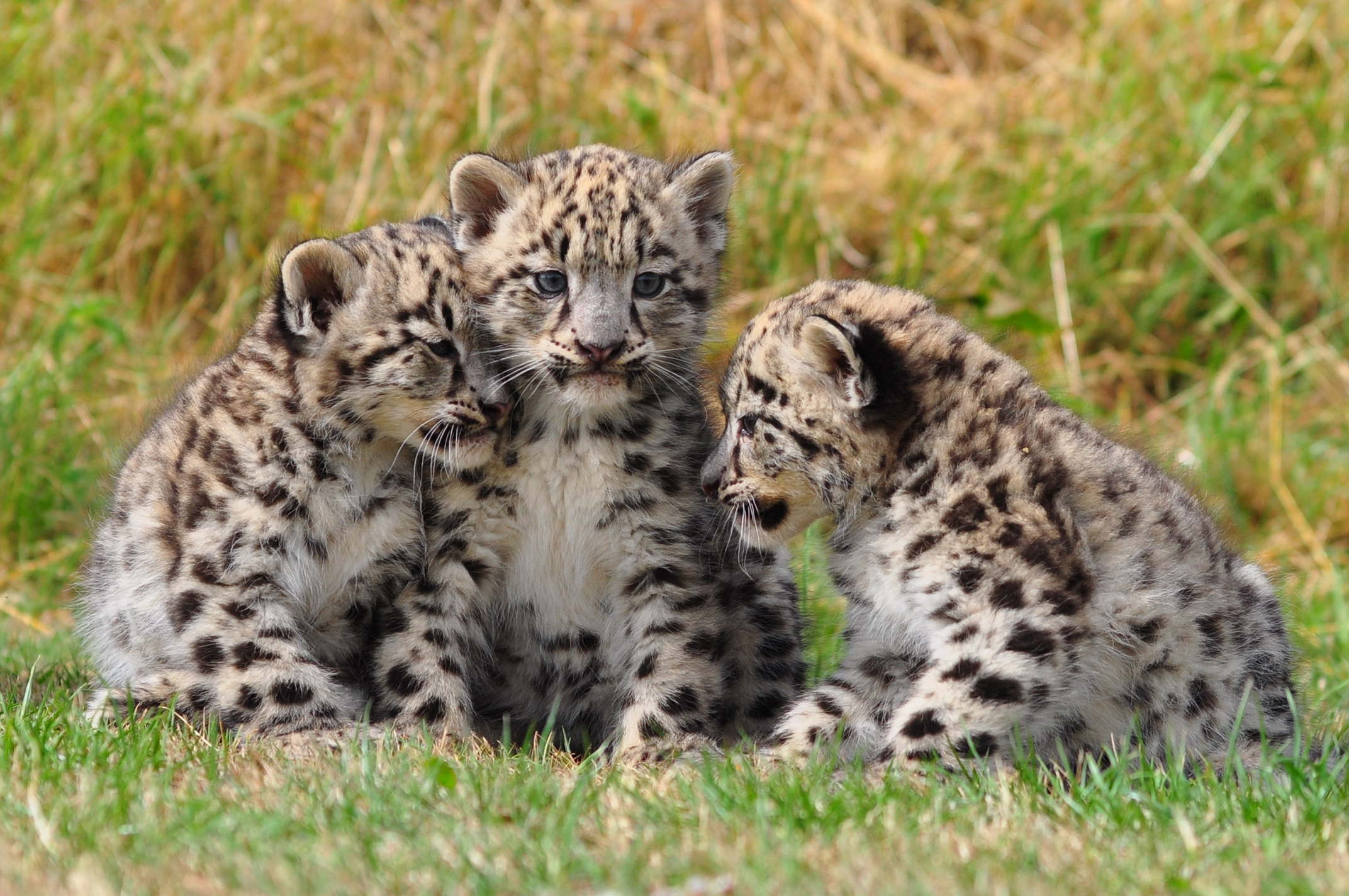
Trois panthères des neiges âgées de 2 mois, ici au Cat Survival Trust.

Après 90 à 105 jours de gestation, un à sept petits (deux à trois en moyenne) naissent entre avril et juin. Les statistiques réalisées en captivité montrent que la gestation dure de 94 à 98 jours dans 58 % des cas, les petits naissant plus fréquemment au bout de 97 jours. En moyenne, la femelle a une portée tous les deux ans.
Dans la nature, la femelle met bas dans une tanière, généralement une grotte ou une anfractuosité de rocher, qu'elle tapisse de fourrure. Une observation d'une tanière entièrement recouverte d'un matelas de poils de 1,27 centimètre d'épaisseur a été rapportée dans le Sichuan. Les petits naissent aveugles et munis d'un épais manteau de fourrure. Ils ouvrent leurs yeux vers le huitième jour. À la naissance, ils pèsent entre 320 et 567 g. Durant la première semaine, la mère ne quitte presque pas la tanière, passant son temps à allaiter ou toiletter ses petits entre des périodes de sommeil. À quatre semaines et demi, les jeunes panthères des neiges se blottissent les uns contre les autres quand leur mère quitte la tanière et commencent à jouer maladroitement.
Les jeunes prennent rapidement du poids — 300 à 500 g par semaine en captivité — pour atteindre 2,5 à 3,0 kg à l'âge de cinq semaines. Ils peuvent se nourrir de viande dès 2 mois. En captivité, les panthères des neiges pèsent déjà 4 kg à cet âge. Les chatons découvrent probablement le monde extérieur à partir de six semaines ; en captivité, ils sont sevrés à dix semaines et pèsent alors 6 à 6,5 kg.
La mère s'occupe seule des petits et subvient à leur alimentation. Il est nécessaire que la tanière où se cachent les petits soit proche d'une importante source de nourriture, afin que la mère puisse nourrir sa progéniture sans trop s'en éloigner. Les jeunes grandissant, la quantité de nourriture nécessaire pour nourrir la famille s'accroît, et la mère dépense une grande part de son temps à chasser. Ainsi, une femelle avec deux petits âgés de six à huit mois devra tuer deux fois plus de gibier qu'une femelle seule. Lorsque des attaques répétées sur le bétail se produisent, il n'est pas rare qu'il s'agisse d'une femelle et de ses petits.

#### Apprentissage de la chasse et émancipation

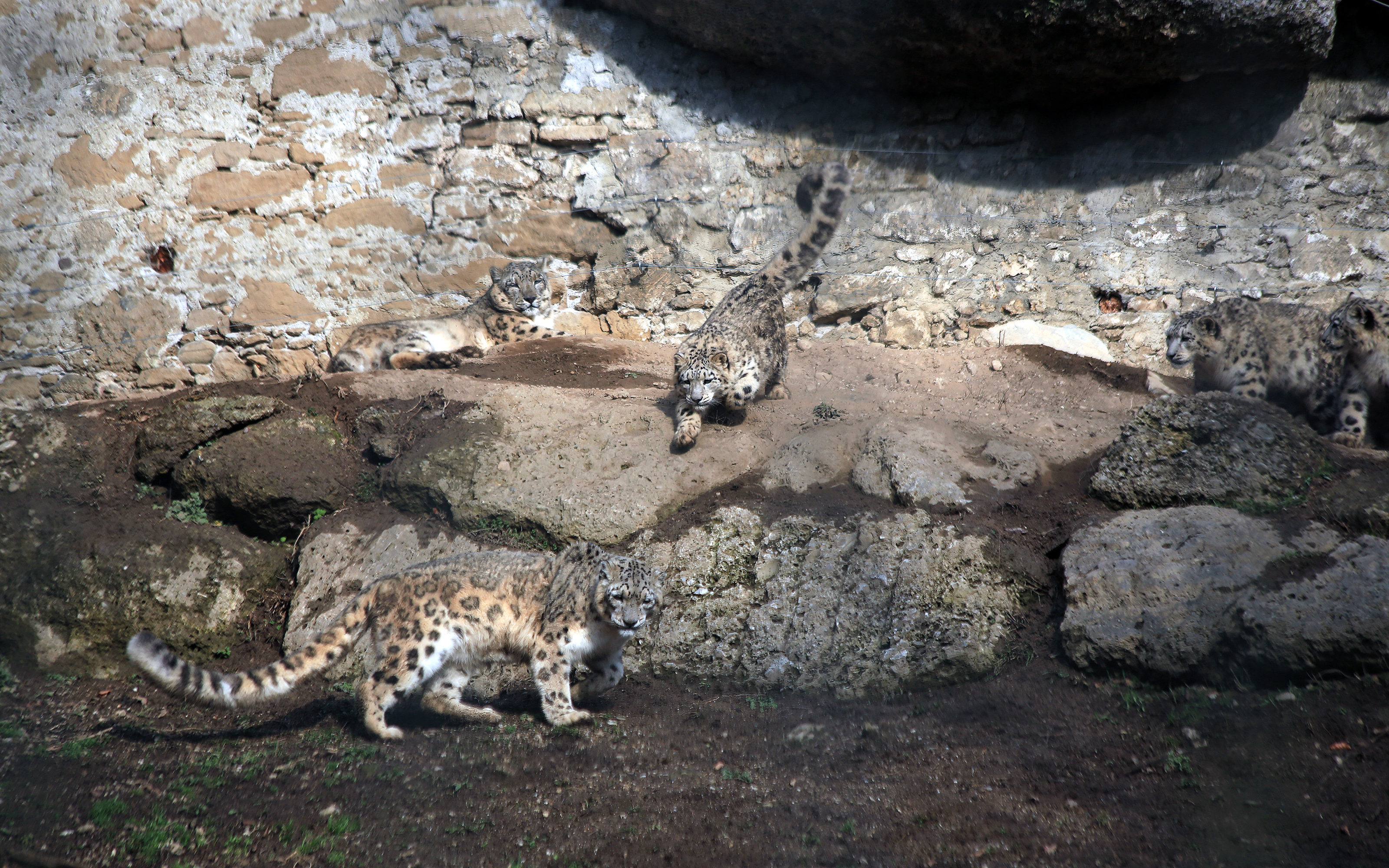
Le jeu fait partie intégrante de l'apprentissage de la poursuite des proies (zoo de Salzbourg).

Les jeunes commencent à apprendre à chasser entre six et huit mois, ils sont encore plus un fardeau qu'une aide pour leur mère. Ainsi, Jackson et Ahlborn témoignent d'un moment d'intimité entre une mère et ses deux petits d'un an : « Ils [les petites panthères des neiges] faisaient les diables. Ils se pourchassaient les uns les autres, roulant et culbutant en bas du coteau. Ils poursuivaient un mouton imaginaire. Ils sautaient et chargeaient comme des chatons tandis que leur mère avançait à pas feutrés, bien consciente de la présence d'une petite harde de bharals au-dessus d'eux,. »
Ils suivent leur mère jusqu'à l'âge de 18 à 22 mois. La Panthère des neiges atteint sa maturité sexuelle à l'âge de 2 à 3 ans. Toutefois, les femelles comme les mâles ne deviennent généralement parents qu'à partir de quatre ans. Une femelle en captivité a donné naissance à une portée à l'âge de dix-huit ans dans le zoo de Cheyenne Mountain. La plupart des mâles ne donne plus d'enfants à la femelle à partir de onze ans. La Panthère des neiges peut vivre jusqu'à 12 ans en liberté et 25 ans en captivité, en moyenne 9,6 ans en captivité pour les femelles.
Aucune étude n'a pu être réalisée pour évaluer la dispersion des jeunes. Quelques témoignages laissent penser que la Panthère des neiges est capable de parcourir de très longues distances sur des terrains plats pour atteindre de nouveaux massifs montagneux, et éviter ainsi un isolement génétique des petites populations. Ainsi, en 1958, un individu est aperçu sur les collines du lac Balkhach au Kazakhstan, dans une zone où aucune panthère des neiges n'était signalée à moins de 600 km. Il est plus tard rejoint par un second individu dans les années 1960. De même, quelques cas de panthères des neiges découvertes de 150 à 200 km plus loin de leur territoire, ou d'un jeune mâle de Mongolie traversant au moins 65 km de vallées plates, ont été rapportés.
En captivité, pour les deux sexes, la majorité des individus se reproduit entre trois et douze ans. La fécondité décroît alors fortement, les mâles pouvant en moyenne avoir des petits jusqu'à un âge plus élevé. Les portées sont en moyenne composées de 2,1 chatons. Le record est de cinq chatons, détenu par une seule femelle sous traitement hormonal. La mortalité infantile est de 32 % dans le premier mois et 42 % sur la première année. Après la première année, le taux de mortalité tombe à 8 % par an jusqu'à l'âge de dix ans, où il s'élève à nouveau d'abord lentement, puis plus fortement à partir de treize ans. Le taux de mortalité infantile élevé est assez caractéristique des félins ; toutefois, des efforts de recherche peuvent être menés pour améliorer l'élevage.

## Chorologie

### Aire de répartition

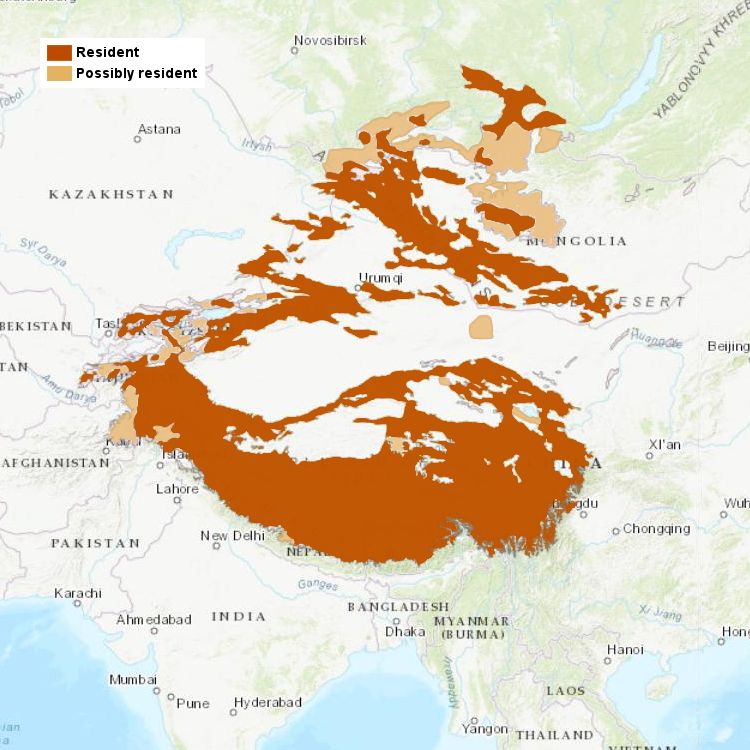
Aire de répartition de la Panthère des neiges.

La Panthère des neiges se trouve dans douze pays : en Mongolie, en Chine occidentale — dans les provinces de Gansu, du Qinghai, du Sichuan, du Tibet, du Xinjiang et du Yunnan —, au Népal, au Bhoutan, en Inde septentrionale — dans les États de l'Himachal Pradesh, du Jammu-et-Cachemire, le Sikkim et l'Uttarakhand —, au Pakistan, en Afghanistan, au Kazakhstan, au Kirghizistan, au Tadjikistan, en Ouzbékistan et en Russie.
L'aire de répartition de la Panthère des neiges est très vaste, les estimations variant entre 1,8 et 3 millions de kilomètres carrés. On estime que l'aire de répartition historique s'étendait sur 2,5 millions de kilomètres carrés, tandis que l'aire actuelle, très morcelée, serait de 1,2 à 1,6 million de kilomètres carrés.
Une revue compilant plus de 100 ans (1904 à 2020) de recherche estime l'aire de répartition à 1,8 million de kilomètres carrés à travers les 12 pays. La Chine englobe environ 62 % de tout le territoire de la panthère tandis que les autres pays recouvrent moins de 6 %. Cependant, seulement 22 % de la répartition globale ont été sujet à des recherches et ce sont la Chine, l'Inde, le Népal qui ont couvert le plus de territoire.
Les études se focalisant sur la densité de population en utilisant des méthodes comme la caméra piège, la génétique ou la radiotélémétrie, couvrent au cumulé moins de 3 % de toute la répartition géographique.
Les auteurs indiquent que malgré une augmentation exponentielle de la recherche depuis ces deux dernières décennies, seulement une petite fraction du territoire est analysée de manière intensive.
Ils incitent à plus de diversité dans les recherches pour couvrir le territoire de manière plus étendue afin d'avoir de meilleures estimations spatiales et d'abondance de l'animal.
Neuf écorégions ont été déterminées : l'Altaï-Saïan, le trans-Altaï Alashan Gobi, le Tian Shan, le Pamir, l'Hindu-Kush, le Karakorum, l'Himalaya, les monts Hengduan et le plateau tibétain.

### Habitat
La Panthère des neiges vit dans les montagnes escarpées et rocheuses, de préférence ravinées, avec des falaises. Présente dans douze pays, tels que le Népal, la Chine, la Mongolie ou encore la Russie, le territoire de la panthère des neiges s'étend sur près de 1 800 km. La végétation est composée de steppes alpines broussailleuses et de forêts de conifères. Des études sur des sujets munis de colliers émetteurs ont montré qu'au Népal, la Panthère des neiges préfère les zones où la pente est d'au moins 40° et au parc national de Hemis en Inde, la Panthère des neiges évite les pentes douces et préfère les terrains escarpés.
En Inde et au Pakistan, l'habitat se compose des montagnes rocailleuses en été et de forêts de chênes, de rhododendrons et de sapins en hiver. En Russie, la Panthère des neiges vit sur les crêtes rocheuses et les ravins et fréquente les forêts de conifères. En Mongolie et au Tibet, elle ne se rencontre que dans des zones rocheuses et de végétation arbustive, car le terrain est souvent plat.
En été, la Panthère des neiges se rencontre d'une altitude allant de 2 743 jusqu'à l'étage nival, entre 5 488 et 6 097 mètres. Des alpinistes ont observé des empreintes de panthères des neiges à 5 792 m d'altitude. Ce félin peut cependant vivre à des altitudes inférieures, entre 600 et 1 500 mètres. Au nord du Pakistan notamment, elle descend jusqu'à 1 219 m, voire en dessous, pour suivre ses proies en hiver.

### Population sauvage
La population est estimée entre 4 080 et 6 590 individus en 2003, entre 3 000 et 4 000 individus en 2009 selon le comité français de l'UICN.
| Pays         | Population estimée |
| ------------ | ------------------ |
| Afghanistan  | peut-être 100-200  |
| Bhoutan      | peut-être 100-200  |
| Chine        | 2 000-2 500        |
| Inde         | 200-600            |
| Kazakhstan   | 180-200            |
| Kirghizistan | 150-500            |
| Mongolie     | 500-1 000          |
| Népal        | 300-500            |
| Ouzbékistan  | 20-50              |
| Pakistan     | 200-420            |
| Russie       | 150-200            |
| Tadjikistan  | 180-220            |

L'estimation de cette population est en fait assez ardue, car en plus d'être une espèce très discrète et très difficile à voir, la Panthère des neiges vit dans des zones souvent difficiles d'accès, très rarement visitées, et près de frontières entre pays en conflit latent. La mesure précise de la population ne peut donc être qu'approximative. Cela explique aussi que d'anciennes évaluations de la population sous-estimaient la population par rapport aux études plus récentes. Ainsi, on estimait les effectifs à environ 2 000 animaux dans les années 1970, et Joseph L. Fox les évaluait entre 3 350 et 4 050 individus en 1989, avant de revoir lui-même ses estimations à la hausse dans les années 1990.

### Menaces

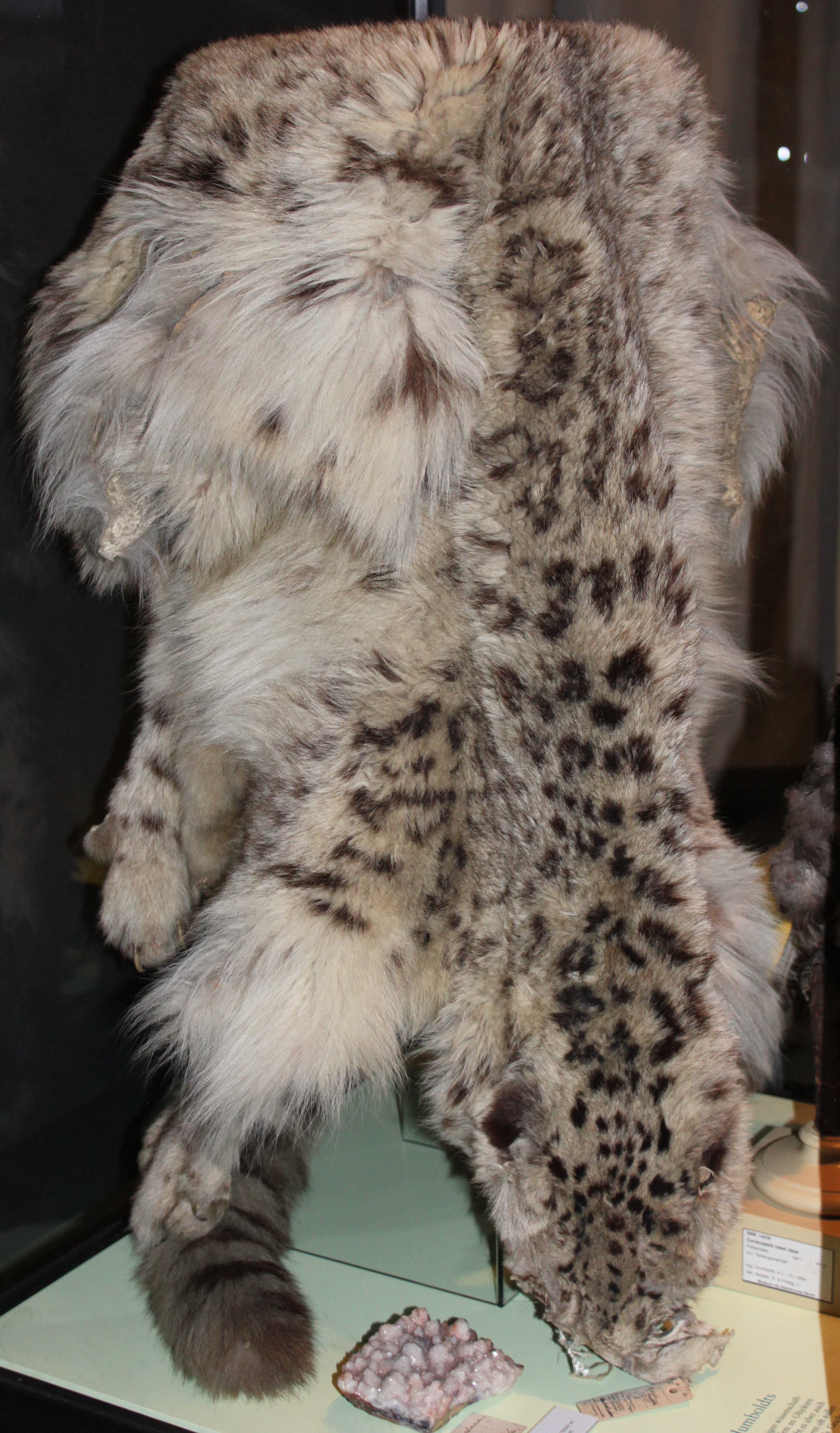
La Panthère des neiges a été fortement chassée pour sa fourrure (musée d'histoire naturelle de Berlin).

La Panthère des neiges a subi une diminution du nombre de ses proies, les ongulés étant chassés par les populations et les pikas et marmottes étant empoisonnés comme nuisibles. Elle est également menacée par l'accroissement de l'élevage dans les régions où elle vit. En effet, le pâturage toujours plus important par les animaux domestiques vient en concurrence avec l'alimentation des animaux sauvages, causant la diminution de leurs effectifs. Ces animaux sont également tués par les éleveurs car ils détruisent leurs cultures. Tout cela conduit également à une diminution des proies disponibles pour la Panthère des neiges. Cette dernière prélève par ailleurs régulièrement du bétail, ce qui en fait l'objet de braconnage récurrent.
La Panthère des neiges est chassée illégalement pour sa fourrure, très prisée en Asie centrale, en Europe de l'Est et en Russie sous forme de manteau et autres vêtements. Dans les années 1920, environ un millier étaient tuées pour leur peau. Elle a été chassée pour sa fourrure de façon intense durant les années 1970. Au climax de cette activité, un manteau en peau de panthère des neiges s'est vendu 124 270 dollars au Japon en 1980. Protégée sur l'ensemble de son aire de répartition, la fourrure de la Panthère des neiges se négocie à présent environ 10 000 $ sur les marchés noirs kazakhstanais. Dans les années 2000, les manteaux en panthère des neiges se vendent encore à la vue de tous dans les magasins de souvenirs népalais. Les os et d'autres parties du corps sont également très demandés dans la médecine traditionnelle chinoise en remplacement de ceux du tigre,. Le morcellement de l'habitat sous la pression du braconnage isole les populations et limite voire interrompt les échanges génétiques, exposant l'espèce aux épizooties.

### Protection
La Panthère des neiges est répertoriée sur la liste rouge de l'UICN comme faisant partie des « espèces vulnérables » depuis 2017. L'espèce était considérée comme en danger d'extinction depuis 1986 : le classement a été revu pour prendre en compte les recherches scientifiques récentes et les efforts réalisés pour sa protection dans les pays où vit la Panthère des neiges. Cette espèce figure sur la liste des espèces de l'Annexe I de la CITES.
Les zones protégées sont nombreuses au travers de l'aire de répartition de l'espèce, et la Panthère des neiges en est souvent une espèce emblématique au centre des efforts de conservation. C'est en effet une « espèce charismatique », qui attire la sympathie du public international. Par ailleurs, c'est une espèce parapluie dont les efforts de conservation participent à favoriser bien d'autres espèces de ces écosystèmes. Par contre, ces zones protégées sont souvent de petite taille, et elles représentent seulement 6 % de l'habitat potentiel de l'animal.
Le Snow Leopard Trust est créé en 1981 pour protéger la Panthère des neiges. Des plans de conservation et de recherche sont menés par cette organisation. En 2002, le Snow Leopard Survival Strategy Summit a permis de réunir 65 spécialistes lors d'une conférence pour trouver des solutions de protection. Plusieurs programmes débutés dans les années 2000 visent à permettre aux populations locales d'accroître leur revenu par la pérennisation de l'artisanat local et de sensibiliser les peuples à la disparition de l'espèce. Pour cela, des organisations comme Snow Leopard Enterprise participent à la commercialisation de produits de l'élevage comme la laine dans des communautés isolées en Mongolie ou au Kirghizistan. La laine qui est mal valorisée en brut localement peut en effet être utilisée pour produire de petits objets manufacturés par l'artisanat local, qui peuvent être valorisés de manière intéressante sur le marché international. Snow Leopard Enterprise se charge de faire le lien entre les communautés isolées et les acheteurs, de gérer les aspects logistiques et de participer à la formation des populations locales au travail de la laine,. Les éleveurs reçoivent donc une rémunération supérieure pour leur produit, en contrepartie de la signature d'une charte qui les contraint à ne pas braconner la Panthère des neiges ainsi que ses proies sauvages comme l'Argali (Ovis ammon). Des systèmes de compensation des pertes du bétail sont mises en œuvre, par exemple en Inde avec la mise en place d'un système d'assurance ou au Pakistan avec la vaccination des animaux. La sensibilisation des populations locales est également un enjeu important, car certaines communautés vivant dans des villages isolés au cœur de l'aire de répartition de la Panthère des neiges sont très mal informées sur la législation entourant le braconnage de cette espèce, les dangers qui la menacent et sa place dans l'écosystème. Diverses associations se déplacent donc dans les villages et leurs écoles pour informer les adultes comme les enfants sur ce sujet à l'aide de films documentaires et de débats.

### Présence en captivité

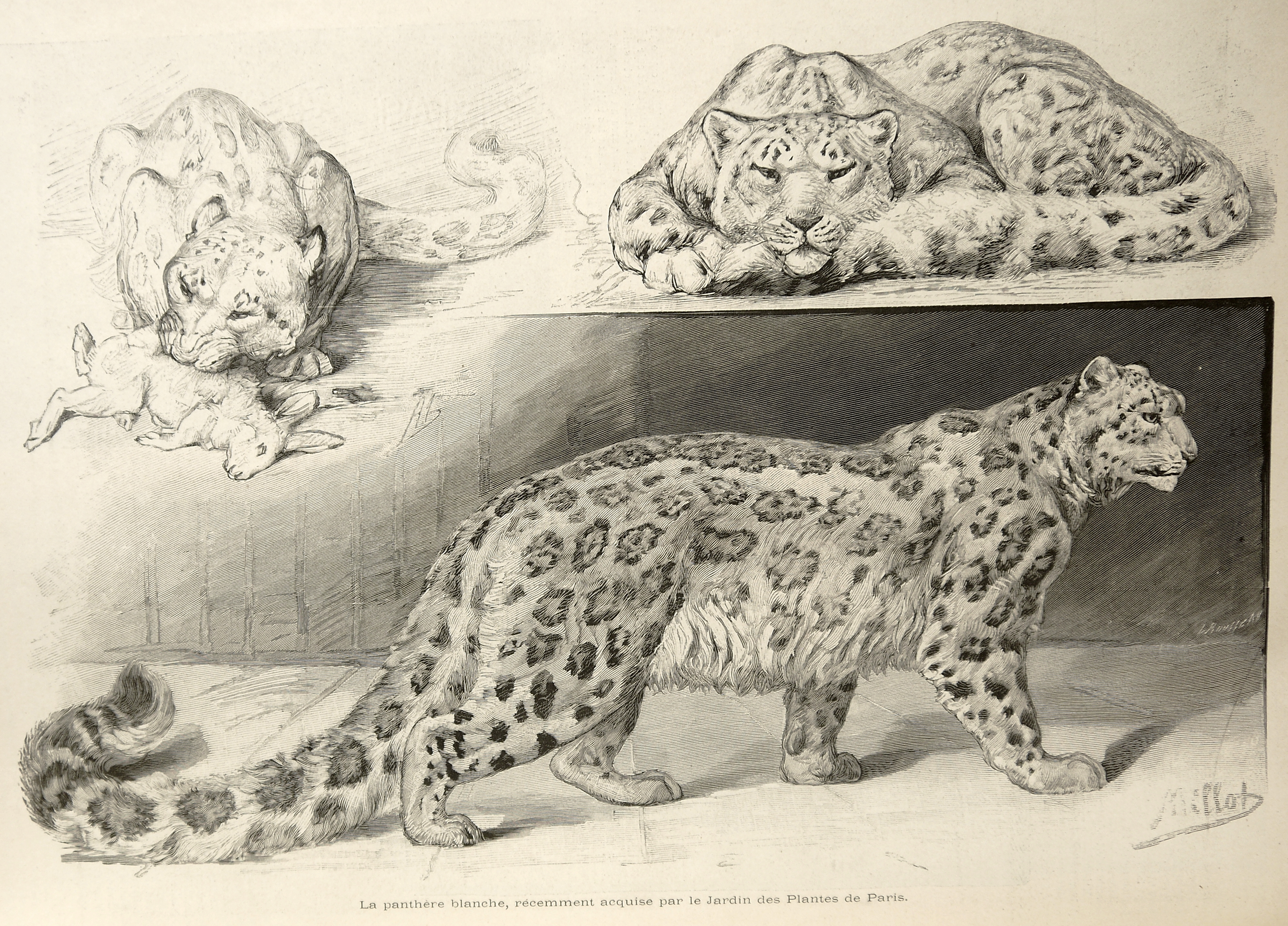
Panthère Blanche, Jardin des plantes (Paris), en 1894. Gravure pour L'Illustration du 5 janvier 1895 par Adolphe Millot.

#### Premiers spécimens
Des dessins et des témoignages de la présence d'une panthère des neiges à la ménagerie de la tour de Londres détenue en 1823 décrivent plus probablement un Léopard. Le premier spécimen dans un parc zoologique européen est détenu par le parc zoologique d'Anvers en 1851. Les zoos de Moscou et de Londres s'en procurent par la suite. En 1903, la première panthère des neiges détenue aux États-Unis est présentée au zoo du Bronx. Elle s'est notamment illustrée par son évasion de sa cage en grimpant par un lanterneau.
Les premiers spécimens étaient détenus pour le divertissement des visiteurs. Un spécimen est acquis en 1894 par le Jardin des plantes de Paris, venant du Turkestan et donnée par le prince de Gargarie. La première naissance en captivité est enregistrée en 1910. Les premiers
registres d'élevage ne sont déployés qu'à partir des années 1950.

#### Premiers registres et programmes d'élevage

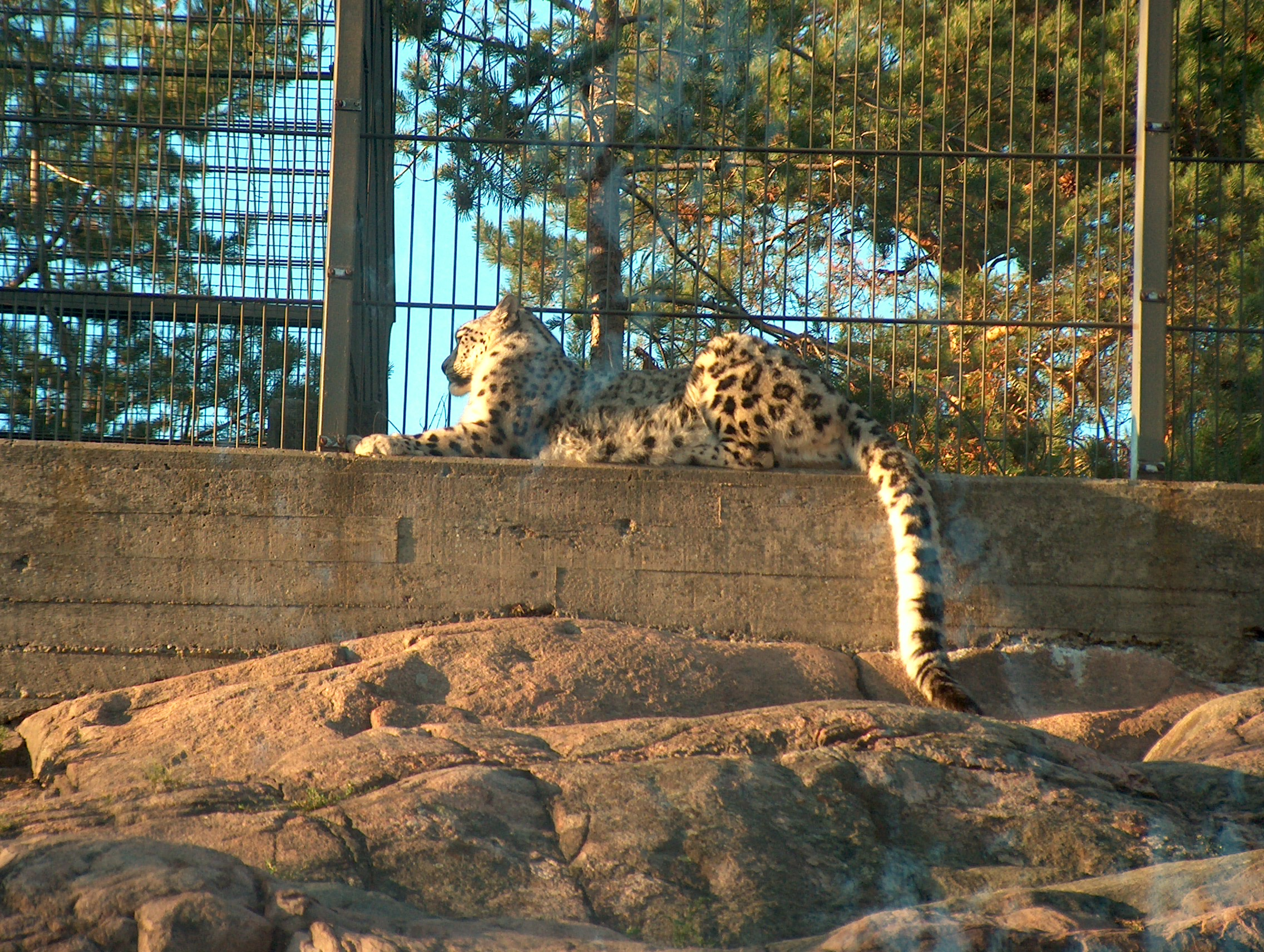
Une panthère des neiges contre le grillage de son enclos, au zoo d'Helsinki.

Selon Mel Sunquist, la population captive de la Panthère des neiges est un des meilleurs exemples d'une gestion efficace d'une espèce rare. L'efficacité du programme d'élevage est corrélée à un important échange d'informations et une coopération entre les différentes institutions zoologique menés par Leif Blomqvist du zoo d'Helsinki. En trente ans, l'espèce est passée d'un animal méconnu difficile à faire se reproduire à un des rares félins dont les populations captives sont saines d'un point de vue génétique pour les années à venir.
Le premier studbook est mis en œuvre par Leif Blomqvist en 1976 : il permet de connaître la généalogie et la descendance de chaque panthère des neiges détenue dans les zoos. À partir de 1980, la population captive augmente très fortement. En 1984, un programme américain pour les espèces menacées (Species Survival Plan, abrégé en SSP) est créé pour gérer les populations américaines, basées sur trente individus fondateurs. En 1987, un programme européen pour les espèces menacées (European Endangered species Programme, abrégé en EEP) est également organisé en Europe. Des programmes d'élevage australiens, russes, japonais puis indiens sont créés dans les années 1980.
En 2016, le SSP est dirigé par le zoo de Miller Park (en) à Bloomington et l'EEP est dirigé par le zoo d'Helsinki.

#### Contrôle des naissances

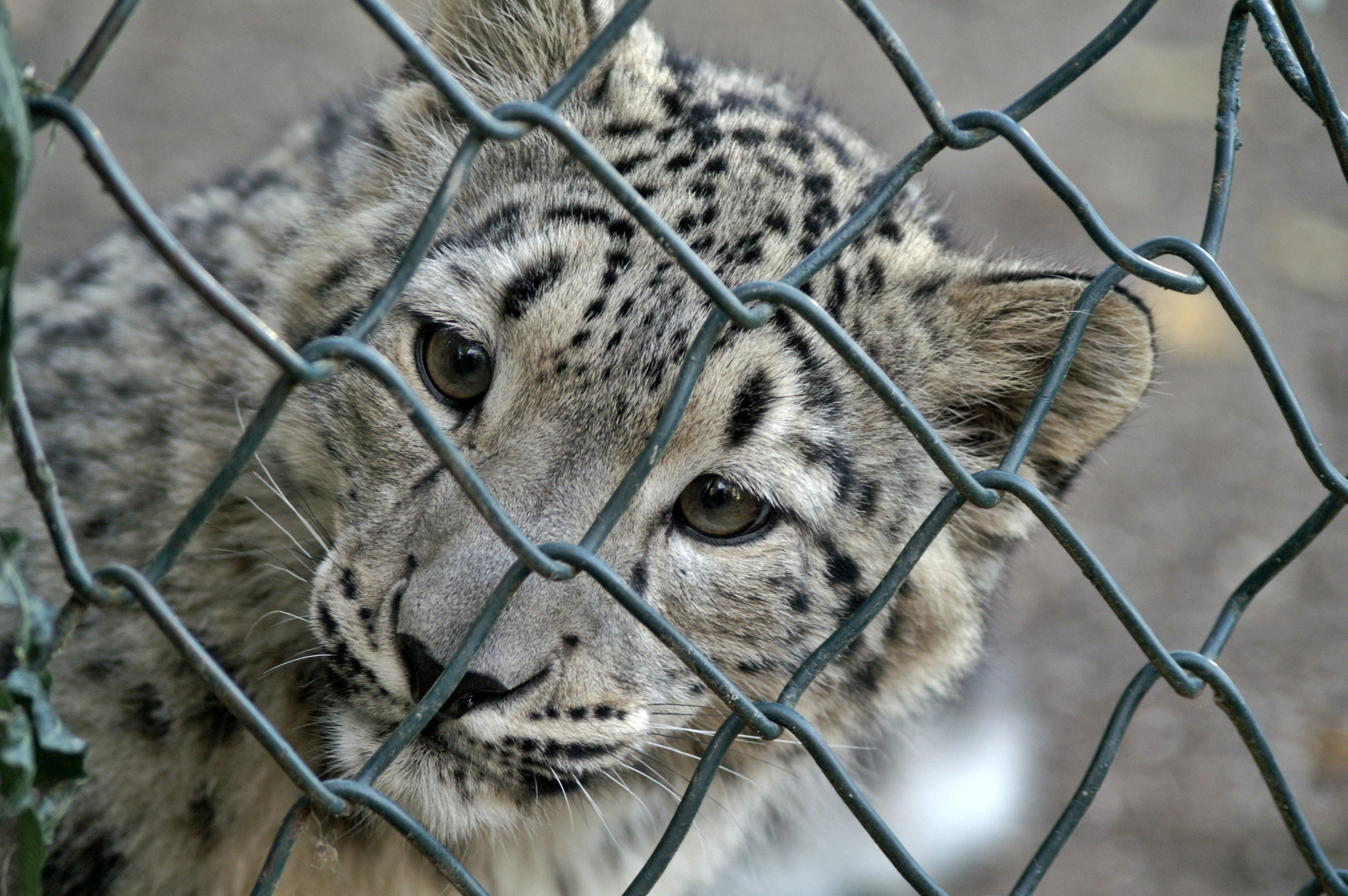
La baisse de la natalité en captivité pourrait accroître le trafic d'animaux dans la nature.

En 1993, un pic de population est atteint avec 588 Panthères des neiges détenues dans les zoos. Afin d'éviter la surpopulation, des restrictions sont recommandées pour les deux principaux programmes d'élevage, le SSP et l'EEP. L'action principale est le contrôle des naissances, qui passent de 79 chatons par an dans les années 1990 à 55 chatons dans les années 2000. En 2004, le nombre d'individus captifs descend en dessous de cinq cents pour la première fois depuis 1989 et en 2008 445 individus sont enregistrés dans le studbook.
Toutefois, la baisse de natalité a conduit à une population vieillissante et une pyramide des âges à base étroite, ce qui peut représenter un danger pour la stabilité de la population. Par ailleurs, parmi les 23 permis d'exportation de panthères des neiges « nées en captivité » délivrés par la CITES dans les pays où vivent les individus sauvages, de fortes suspicions de fraude sont émises par Leif Blomqvist. La décroissance du nombre d'individus captifs disponibles associé à la forte demande de zoos pour en obtenir pourrait ainsi conduire à une augmentation du trafic d'animaux vivants et à accroître la pression sur les populations sauvages. Ainsi, le studbook recommande en 2008 d'augmenter les naissances en favorisant la création de couples à forte diversité génétique et les échanges d'animaux issus de programmes d'élevage différents.

#### Diversité génétique
Sur les 321 panthères des neiges sauvages détenues dans les zoos, seules 107 ont pu se reproduire. Le succès reproductif très variable de ces 107 individus a conduit à ce que leur patrimoine génétique se perde et à réduire le nombre de fondateurs à 56, dont trois étaient encore en vie en 2008. La perte de diversité génétique entre les populations captives et sauvages est de 3 % en 100 ans d'élevage. Deux panthères des neiges détenues au zoo du Bronx et au zoo de Kazan, qui ne se sont pas encore reproduites, peuvent encore s'ajouter aux fondateurs et accroître de 2 % la diversité génétique des populations.
Il est estimé que 230 individus sont nécessaires pour maintenir 90 % de la diversité génétique d'une espèce pendant les deux cents prochaines années : plus de 500 panthères des neiges étaient détenues dans des institutions zoologiques dans les années 1990. La plupart des couples ne peut donner naissance qu'à deux à trois portées dans toute leur vie et en Amérique du Nord, 25 à 30 naissances par an suffisent pour maintenir une population stable.
| Indicateurs                        | En 2007 |
| ---------------------------------- | ------- |
| Population totale                  | 445     |
| Diversité génétique                | 97 %    |
| Nombre de fondateurs équivalent    | 18,24   |
| Coefficient moyen de consanguinité | 0,03    |

## Taxonomie

### Historique des descriptions de l'espèce

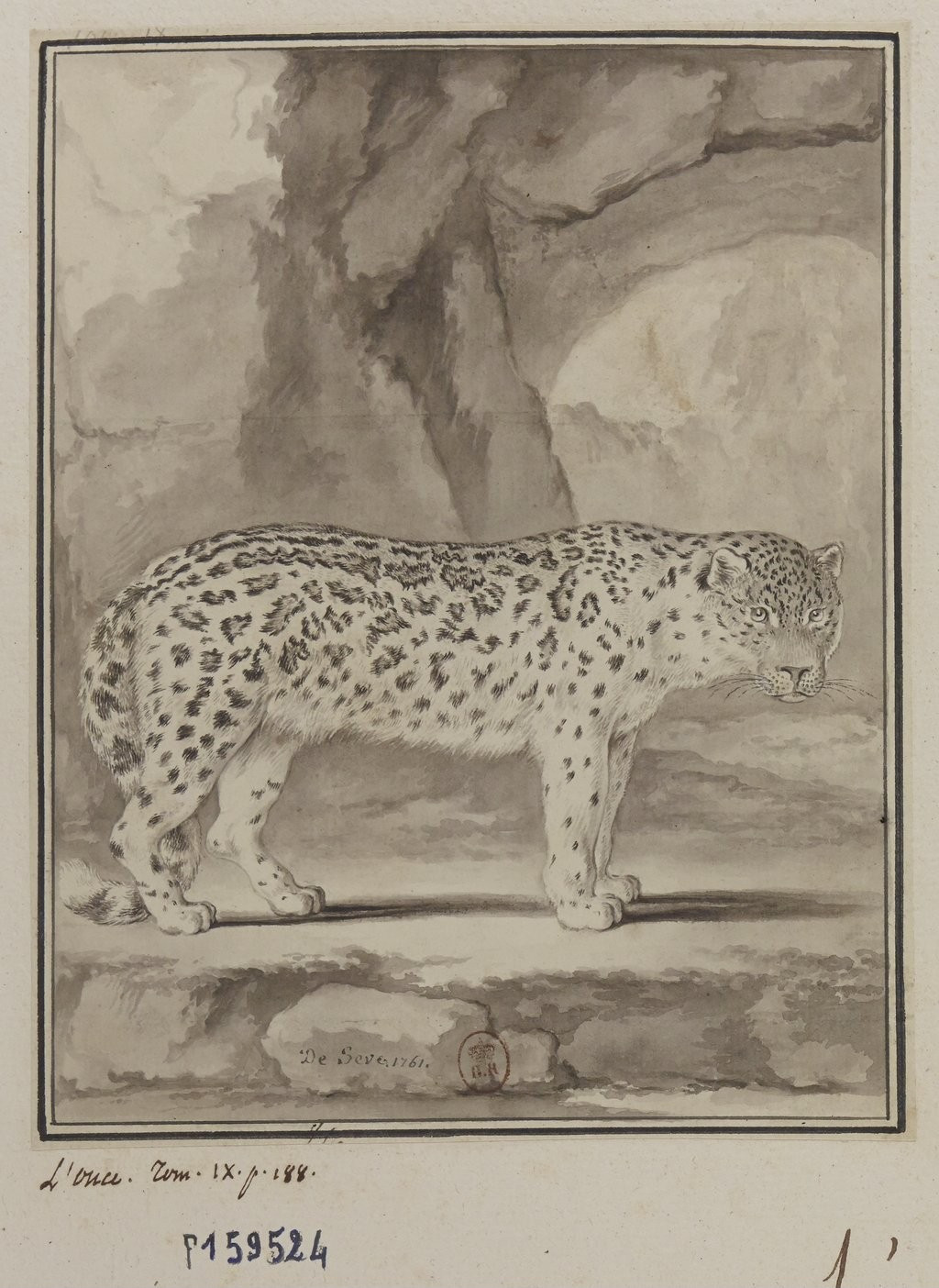
L'Once dans lHistoire naturelle, générale et particulière de Buffon. Gravure de Jacques de Sève de 1761.

La première description de la Panthère des neiges, accompagnée d'une gravure, est réalisée par Buffon dans l'Histoire naturelle, générale et particulière en 1761. Bien que la description physique soit correcte, une confusion avec le Guépard (Acinonyx jubatus) subsiste puisque la Panthère des neiges est décrite comme un animal apprivoisable utilisé pour la chasse en Perse,. En 1775, Johann Schreber, considéré comme l'auteur de la première description de la Panthère des neiges, nomme l'espèce Uncia. Selon lui, la Panthère des neiges vit en Perse, en Chine et dans l'Est de l'Inde. La description est probablement réalisée à partir d'une fourrure, ce qui est très surprenant car à cette époque-là les fourrures étaient très souvent mal référencées et les espèces confondues, les erreurs entre le Léopard (Panthera pardus) et le Guépard étant fréquentes.
Historiquement, la Panthère des neiges est classée dans un genre à part, Uncia, parmi les Pantherinae. L'ossification partielle de la chaîne hyoïde, qui ne lui permet pas de rugir est la raison pour laquelle ce genre lui a été attribué,,. Plusieurs sous-espèces ont été décrites, mais ont longtemps été traitées comme synonymes. En 2014, le Snow Leopard Network estime que des analyses génétiques complémentaires sont nécessaires pour valider un modèle à deux sous-espèces parfois proposé. Une étude de 2017 a mis en évidence trois populations génétiquement distinctes sur la base d'analyses d'ADN mitochondrial et de séquences microsatellites. Les auteurs suggèrent alors de diviser l'espèce en trois sous-espèces, :
- Panthera uncia irbis (Ehrenberg, 1830), dont Panthera uncia baikalensis-romanii Medvedev, 2000 serait un synonyme.
- Panthera uncia uncia (Schreber, 1775)
- Panthera uncia uncioides (Horsfield, 1855), dont Panthera uncia schneideri Zukowsky (de), 1950 serait un synonyme.

### Phylogenèse
La lignée des panthères, les Pantherinae, a divergé il y a 10,8 millions d'années de l'ancêtre commun des Felidae. Il y a 6,4 millions d'années, la lignée des panthères nébuleuses Neofelis et celle des Panthera divergent à leur tour. Le plus vieil ancêtre commun aux espèces du genre Panthera dont on possède des fossiles est Panthera palaeosinensis, qui vivait de la fin du Pliocène au début du Pléistocène, il y a environ 2,6 millions d'années et est considérée comme l'espèce la plus basale du genre Panthera. Parmi les Panthera, la Panthère des neiges est apparue bien avant le Jaguar (P. onca) et le Léopard, et est étroitement apparentée au Tigre (P. tigris) dont elle aurait divergé (en) il y a deux millions d'années,.
Un seul fossile a été découvert, dans une grotte de l'Altaï datant du Pléistocène.
|  | \| \| Panthera leo - Lion \| \| \| \| \| \| Panthera pardus - Léopard \| \| \| \| |
|  |                                                                                   |
|  | Panthera onca - Jaguar                                                            |
|  |                                                                                   |
|  | Panthera leo - Lion                                                               |
|  |                                                                                   |
|  | Panthera pardus - Léopard                                                         |
|  |                                                                                   |

|  | Panthera leo - Lion       |
|  |                           |
|  | Panthera pardus - Léopard |
|  |                           |

|  | Panthera tigris - Tigre              |
|  |                                      |
|  | Panthera uncia - Panthère des neiges |
|  |                                      |

|  | \| \| Panthera leo - Lion \| \| \| \| \| \| Panthera pardus - Léopard \| \| \| \| |
|  |                                                                                   |
|  | Panthera onca - Jaguar                                                            |
|  |                                                                                   |
|  | Panthera leo - Lion                                                               |
|  |                                                                                   |
|  | Panthera pardus - Léopard                                                         |
|  |                                                                                   |

|  | Panthera leo - Lion       |
|  |                           |
|  | Panthera pardus - Léopard |
|  |                           |

|  | Panthera tigris - Tigre              |
|  |                                      |
|  | Panthera uncia - Panthère des neiges |
|  |                                      |

|  | \| \| Panthera leo - Lion \| \| \| \| \| \| Panthera pardus - Léopard \| \| \| \| |
|  |                                                                                   |
|  | Panthera onca - Jaguar                                                            |
|  |                                                                                   |
|  | Panthera leo - Lion                                                               |
|  |                                                                                   |
|  | Panthera pardus - Léopard                                                         |
|  |                                                                                   |

|  | Panthera leo - Lion       |
|  |                           |
|  | Panthera pardus - Léopard |
|  |                           |

|  | Panthera tigris - Tigre              |
|  |                                      |
|  | Panthera uncia - Panthère des neiges |
|  |                                      |

|  | \| \| Panthera leo - Lion \| \| \| \| \| \| Panthera pardus - Léopard \| \| \| \| |
|  |                                                                                   |
|  | Panthera onca - Jaguar                                                            |
|  |                                                                                   |
|  | Panthera leo - Lion                                                               |
|  |                                                                                   |
|  | Panthera pardus - Léopard                                                         |
|  |                                                                                   |

|  | Panthera leo - Lion       |
|  |                           |
|  | Panthera pardus - Léopard |
|  |                           |

|  | Panthera tigris - Tigre              |
|  |                                      |
|  | Panthera uncia - Panthère des neiges |
|  |                                      |

## Culture

### Linguistique

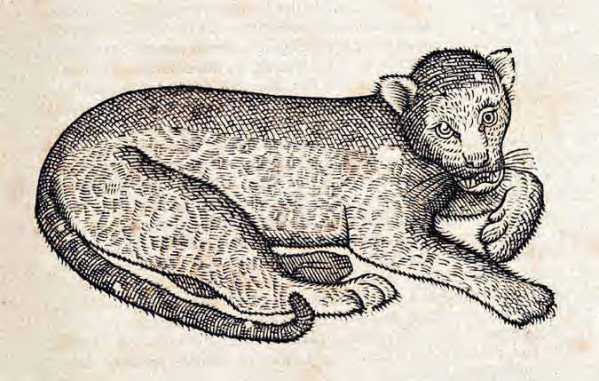
Illustration d'une ounce dans un livre d'histoire naturelle anglais de 1658, par Edward Topsell. Le terme désigne un félin de la taille d'un lynx ou d'une panthère et d'espèce indéterminée.

Le substantif féminin « once » est une déformation du terme grec ancien « lynx », qui désigne n'importe quel félin de taille moyenne,. C'est probablement durant les croisades que « lynx » est latinisé en « lonza », puis en français « lonce ». Les premières utilisations du terme, pour désigner lynx ou panthères, sont attestées au XIIe siècle et au XIIIe siècle. La première lettre aurait été confondue en article et « lonce » devint « l'once » par aphérèse. En catalan, en espagnol et en portugais, une évolution similaire est notée respectivement au XIIIe siècle (onça, unça), XVe siècle (onza) et XVIe siècle (onca). Le mot « once » aurait alors été de nouveau latinisé en « uncia » pour donner le nom scientifique de la Panthère des neiges. Le terme « irbis », également utilisé en français, est utilisé en kazakh.
En Inde, la Panthère des neiges est appelée bharal-mar et bharal-hai, ce qui signifie « tueur de bharals », en référence à la proie principale de ce félin.

### Historique des connaissances

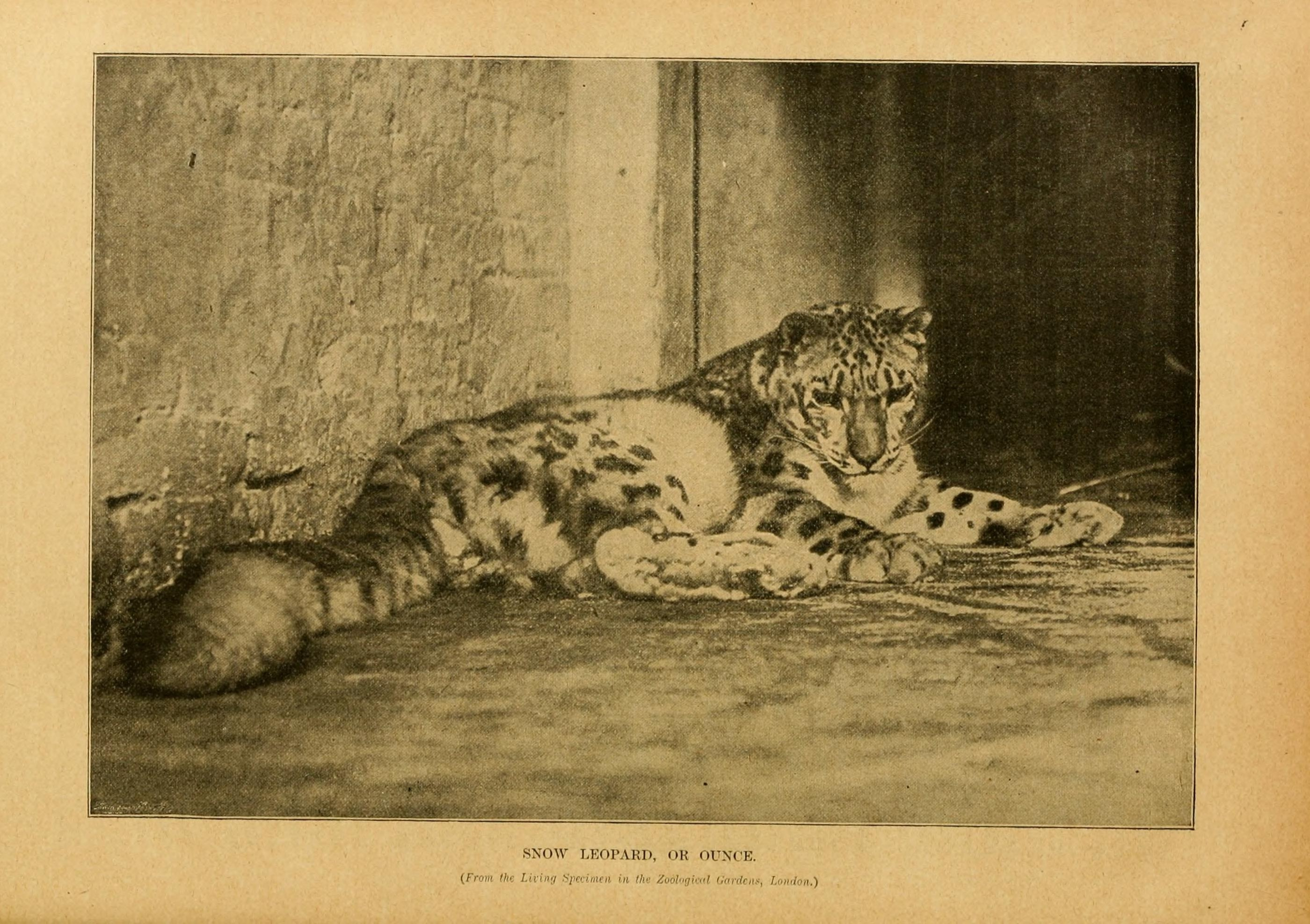
Une panthère des neiges détenue au zoo de Londres en 1896.

Le premier dessin d'une panthère des neiges en Europe de l'Ouest date de 1761 et est publié dans l'Histoire naturelle de Buffon sous le titre « L'Once ». Par la suite, les descriptions de la Panthère des neiges sont réalisées à partir de fourrures arrivant jusqu'en Europe et sur des racontars. En 1779, les premières expéditions de naturalistes ouest-européens arrivent en Russie et en Sibérie. Le zoologiste allemand Peter Simon Pallas décrit une panthère des neiges tuée à l'Ouest du lac Baïkal dans ses correspondances et ajoute qu'il s'agit d'un animal bien connu des Toungouses, dont la peau, avec celle du Léopard, lui est fréquemment rapportée par des chasseurs.
Les connaissances scientifiques sur la Panthère des neiges se développent lors des premières acquisitions par les zoos d'Anvers, de Londres et de Moscou à la fin du XIXe siècle. Des observations ponctuelles sont rapportées par des chasseurs sportifs à partir des années 1890. Les premières recherches in situ ne sont réalisées qu'à partir des années 1970 et 1980. La première photographie dans la nature d'une panthère des neiges est réalisée en 1971 par George Schaller et publiée dans le National Geographic Magazine en novembre de la même année,. Quinze ans plus tard, la première vidéo du félin à l'état sauvage est réalisée au Népal par Rodney Jackson.

### Attitude envers la Panthère des neiges
L'attitude des populations locales envers la Panthère des neiges est majoritairement négative (95 % des personnes sondées). Une étude réalisée au Népal montre que parmi les villageois sondés, 52 % souhaitent exterminer le prédateur. La principale cause citée pour considérer la Panthère des neiges comme une vermine est la prédation sur les troupeaux. Dans cette partie du Népal, dans l'aire de conservation de l'Annapurna, les populations vivent en dessous du seuil de pauvreté, avec bien moins que les 160 $ de revenu annuel moyen du Népal. Un foyer vit avec environ 26,6 animaux et une panthère des neiges peut donc dévaster le troupeau familial en une seule nuit. Les recherches menées ont permis d'identifier les animaux les plus vulnérables (chèvres et moutons, notamment) et la présence de « points chauds » de prédation où les pertes s'élèvent de 14 à 20 % sur de courtes périodes.
En Mongolie, une étude similaire révèle une attitude moins franchement négative envers la Panthère des neiges : presque la moitié des personnes sondées considère que le félin doit être protégé car rare dans la nature, un peu moins d'un tiers souhaite la destruction des seuls individus à problème, les autres se répartissant pour moitiés entre une chasse limitée et une chasse illimitée. En comparaison, les mêmes sondés sont beaucoup moins tolérants envers le Loup gris (Canis lupus), puisque 90 % en souhaite la chasse illimitée,.
Dans la région du Karakoram, une zone frontalière entre la Chine et le Pakistan, la Panthère des neiges est considérée comme le grand prédateur le plus dangereux après le Loup gris et devant le Lynx boréal (Lynx lynx) et l'Ours brun (Ursus arctos). Les populations locales estiment que la Panthère des neiges prélève plus de bétail que dix ans auparavant, et attribue cette augmentation au renforcement de la protection de cette espèce menacée ou à la diminution du nombre de proies sauvages. Toutefois, au Pakistan, plus d'un tiers des participants estime que le félin doit être protégé malgré les prélèvements sur les troupeaux. Aucun témoignage de représailles envers la Panthère des neiges n'a été relevé. Les scientifiques analysent cette tendance à une meilleure connaissance des écosystèmes et des effets bénéfiques de certains programmes de protection.
En Inde, au Ladakh, des pierres et des cris permettent de faire fuir ce prédateur.

### Mythes et légendes

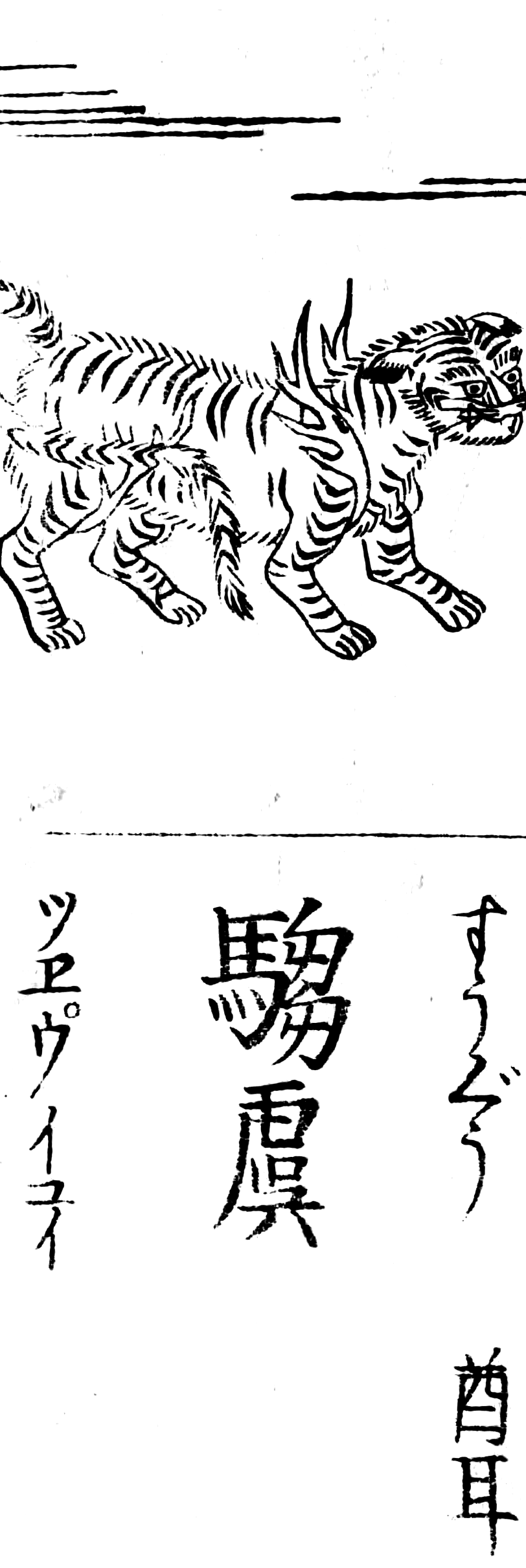
Illustration du zōuyú dans l’édition de 1712 du Wakan sanzai zue.

La Panthère des neiges nourrit de nombreux mythes dans son aire de répartition. Dans la région du Baltistan au nord du Pakistan par exemple, la Panthère des neiges est considérée dans les mythes locaux comme un animal mi-terrestre, mi-aquatique. Selon de vieilles croyances locales, il n'y a que des panthères des neiges femelles, et lors d'une nuit de pleine lune la femelle vient s'accoupler au bord de l'eau avec une loutre mâle, et retourne dans sa montagne. Sa progéniture mâle retourne dans l'eau et se transforme en loutre tandis que les femelles l'accompagnent dans les montagnes. Dans le massif de Pamir, les habitants pensent que le sommet des hautes montagnes abrite un lieu magique, le royaume de mergich, gouverné par des esprits purs, les mergicham, qui peuvent venir en aide aux éleveurs et aux chasseurs pour assurer leur réussite. Ces mergichams prennent l'apparence d'animaux et le plus vénéré d'entre eux est la Panthère des neiges.
En Mongolie, suivant d'anciennes pratiques chamaniques, la Panthère des neiges peut servir de monture au chaman. Une croyance fait de la Panthère des neiges un prédateur qui suce le sang de ses proies sans les manger. Le sang du félin aurait également des propriétés curatives contre le cancer.
Au Népal, la Panthère des neiges est vue comme un animal chargé de réaliser la tâche coupable de tuer les autres animaux. La tuer revient à récupérer tous ses péchés, et il est nécessaire de s'en excuser auprès des dieux.
En Chine, bien que l'animal y était présent et pouvait y être observé, il restait relativement inconnu de la population et était considéré comme un animal légendaire aux yeux des intellectuels de l'époque.
Le zōuyú, était décrit dans la littérature classique, comme un tigre blanc tacheté de noir, au caractère doux et exclusivement végétarien , dont la présence, à la manière du qilin, augure un avenir radieux et prospère sur la région où il a été observé .

### Littérature
L'écrivaine Colette mentionne, dans La Maison de Claudine, avoir un temps adopté une panthère des neiges, dans la nouvelle Bâ-Tou.
Le récit de Peter Matthiessen, Le Léopard des neiges (paru chez Gallimard en 1978), raconte son voyage avec George Schaller pour observer des panthères des neiges dans le Dolpa, à la frontière du Tibet. L'aventure spirituelle prend cependant pour l'auteur le pas sur la quête scientifique.
Sylvain Tesson, dans le récit romancé La Panthère des neiges (paru chez Gallimard en 2019), accompagne le photographe Vincent Munier sur le plateau du Changtang au Tibet pour observer les dernières panthères sauvages de cette espèce et s'interroger sur « les conséquences désastreuses de l'activité humaine ».
Philip Pullman y fait également référence dans sa trilogie À la croisée des mondes, publiée à partir de 1995, comme étant le dæmon de Lord Asriel prénommé Stelmaria.

### Cinéma
La première panthère des neiges à apparaître au cinéma est le méchant Taï Lung dans le film d'animation Kung Fu Panda et qui réapparaîtra dans Kung Fu Panda 4.
Dans La vie rêvée de Walter Mitty (2013) le héros suit un photographe de renom, aussi énigmatique qu'aventurier, Sean O'Connell. Il le retrouve dans les plus hauts sommets de l'Afghanistan, sur la piste de l'insaisissable panthère des neiges.
Marie Amiguet et Vincent Munier ont réalisé le film La Panthère des neiges (2021) à partir du voyage effectué avec Sylvain Tesson au Tibet à la recherche du félin. Le son fait alterner les dialogues in de Vincent Munier et Sylvain Tesson au cours de leurs observations et des extraits du livre de ce dernier lus off par l'auteur.

### Représentation

#### Numismatique

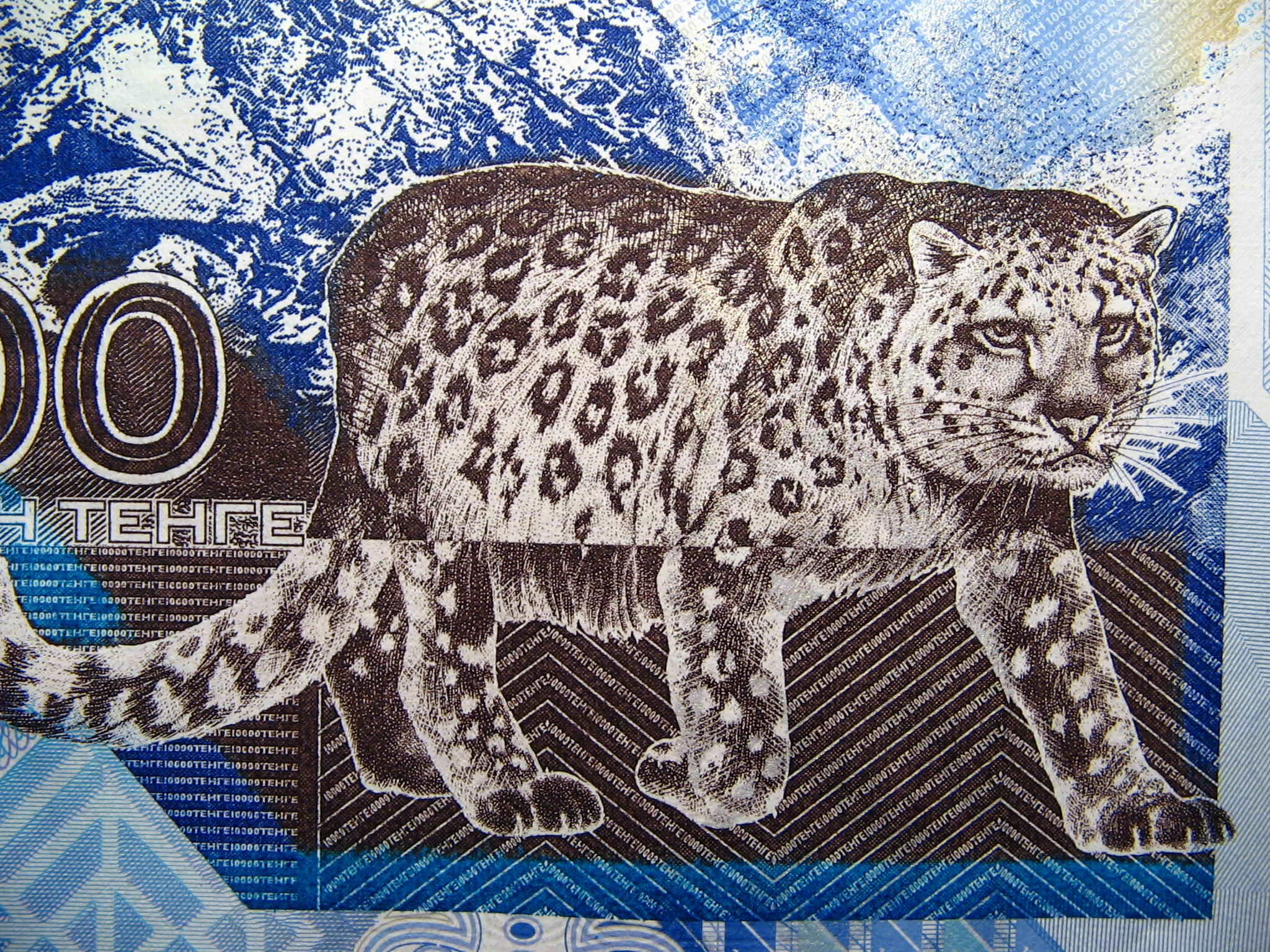
Détail du billet kazakh de 10000 tenges.

Le 7 décembre 2000, la banque de Russie sort des pièces commémoratives de la série « Сохраним наш мир » (« Protéger notre monde ») en or et en argent. Les sept pièces, d'une valeur de 3 à 10 000 roubles, présentent l'emblème de la banque de Russie au recto et une gravure d'Alexandre Vassilievitch Baklanov de panthère des neiges au verso,,,,,,.
En 2000, la banque nationale du Kazakhstan frappe une pièce commémorative en argent ornée d'une panthère des neiges dans le cadre de la série « Livre rouge du Kazakhstan » représentant des animaux menacés du pays. D'une valeur de 500 tenges, la pièce en argent, existant en 3 000 exemplaires est en circulation depuis le 30 janvier 2001. Un billet de banque de 10 000 tenges est édité en 2003 avec une panthère des neiges marchant devant des montagnes au verso. Ce billet est peu à peu retiré de la circulation et est accepté par la banque nationale du Kazakhstan jusqu'au 14 novembre 2018.
En 2015, la Banque nationale de la République kirghize frappe deux pièces commémoratives dans la série « Livre rouge du Kirghizistan ». Le sujet principal de la série, frappée en 1 000 exemplaires, est une tête de panthère des neiges ; d'une valeur faciale de 200 soms, elle est en or avec deux incrustations de diamants figurant les yeux du félin. La seconde pièce est en argent, d'une valeur faciale de 10 soms, et représente une panthère des neiges couchée, les crocs découverts, les yeux brillants de deux cristaux Swarovski.

La série de sept pièces de la banque de Russie
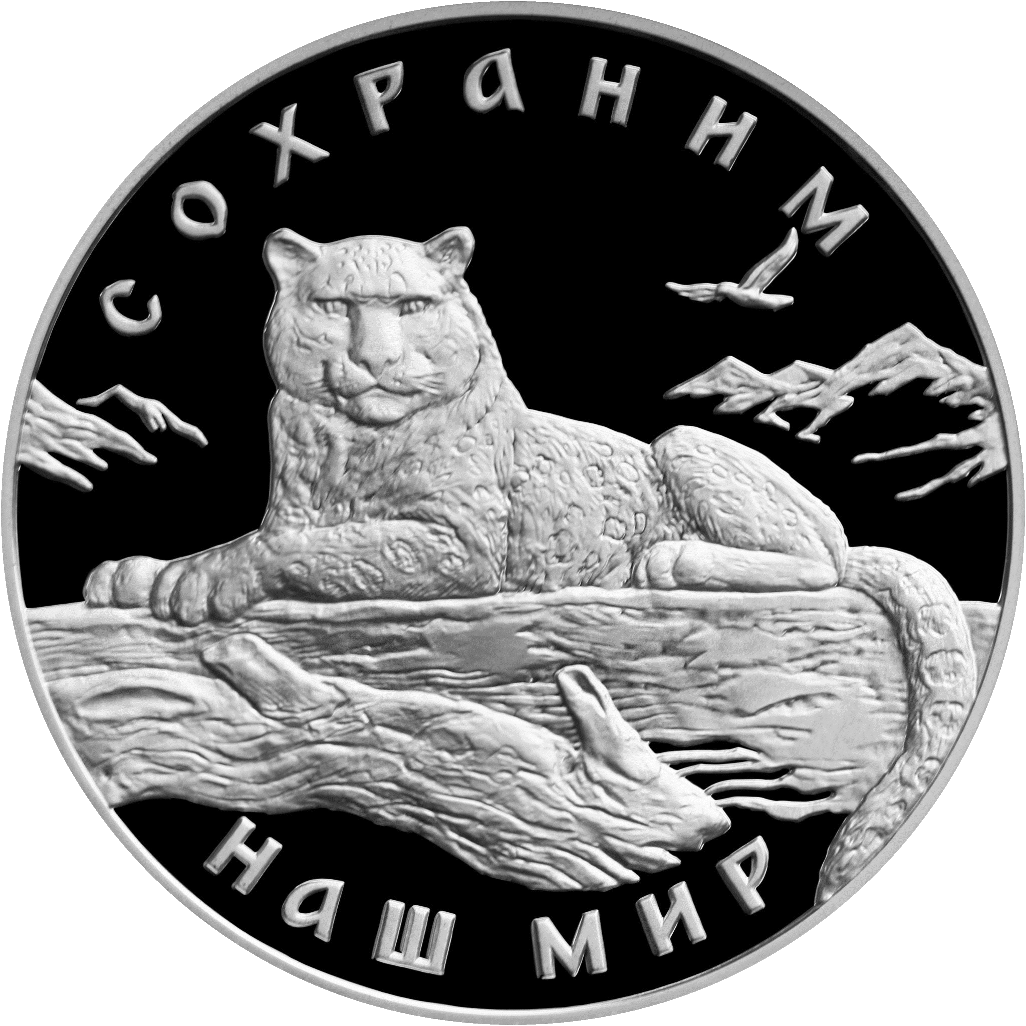
3 roubles
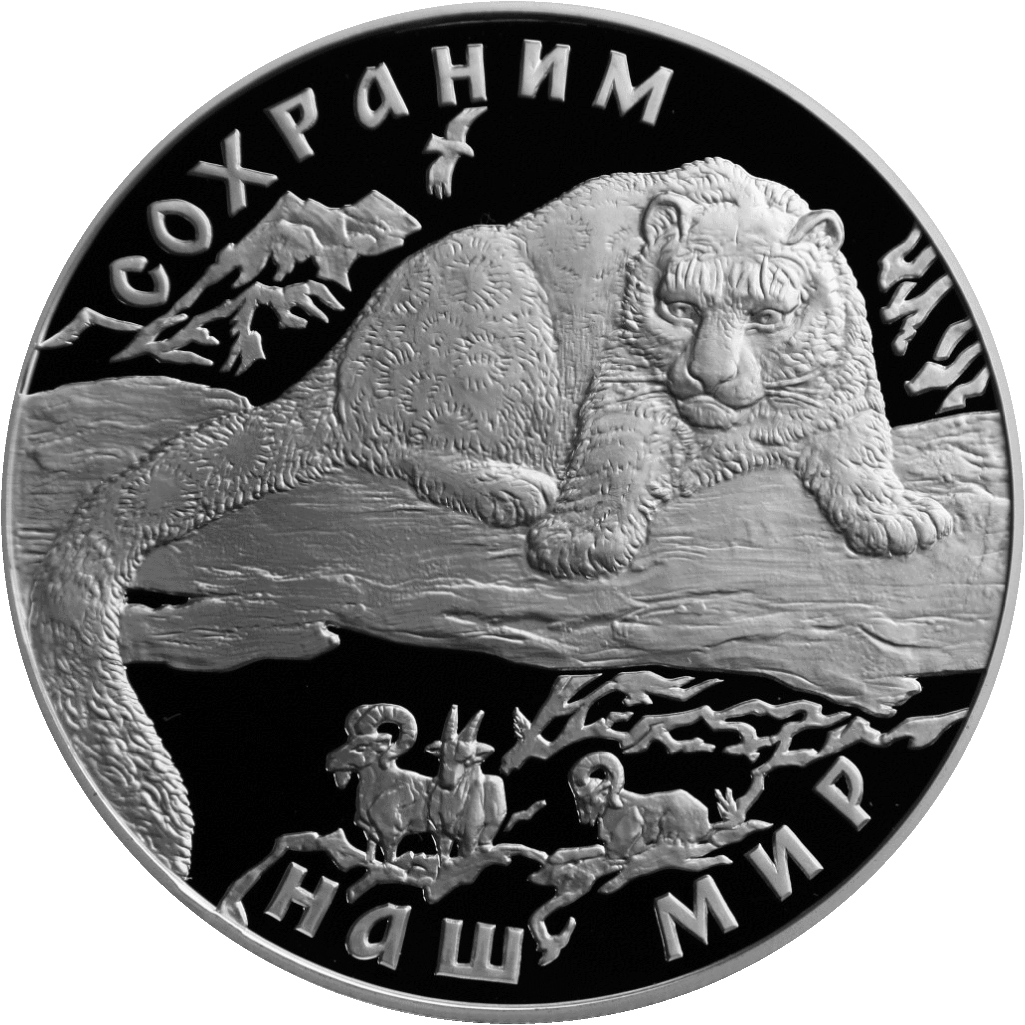
25 roubles
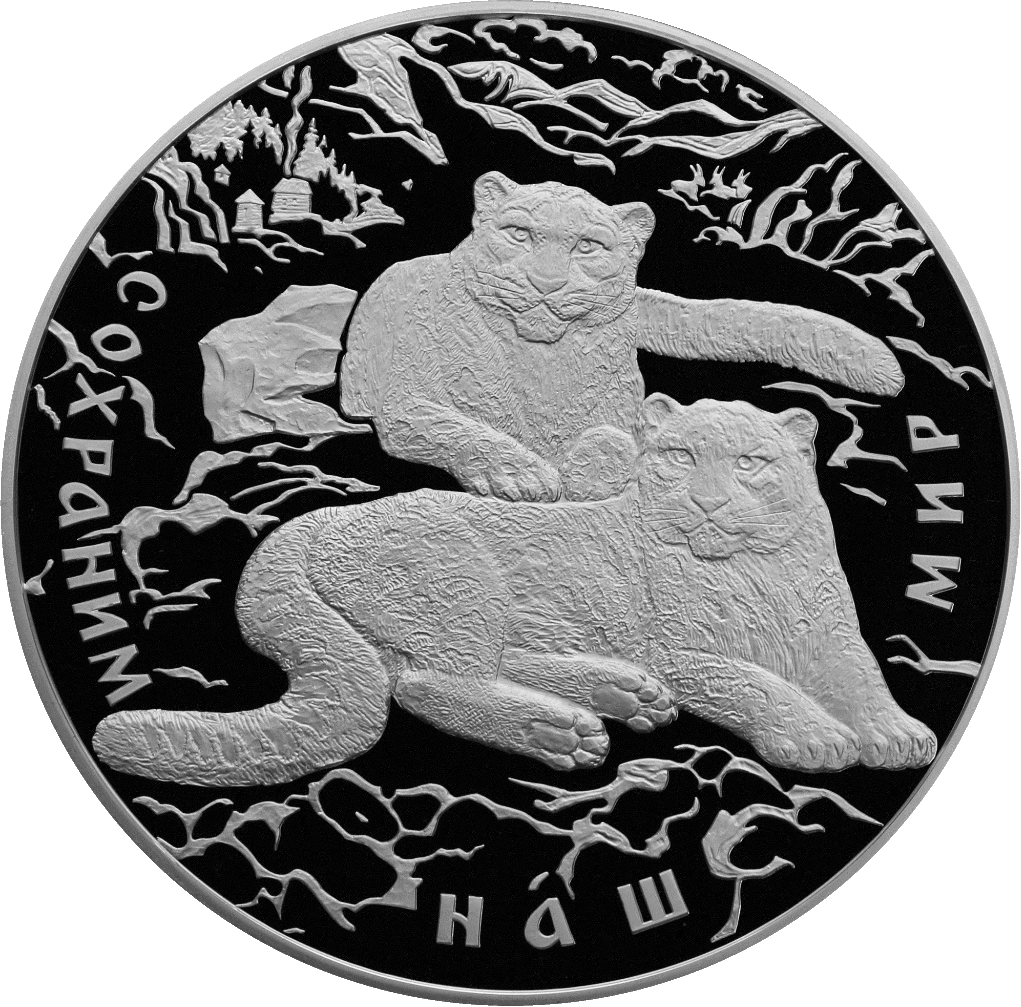
100 roubles
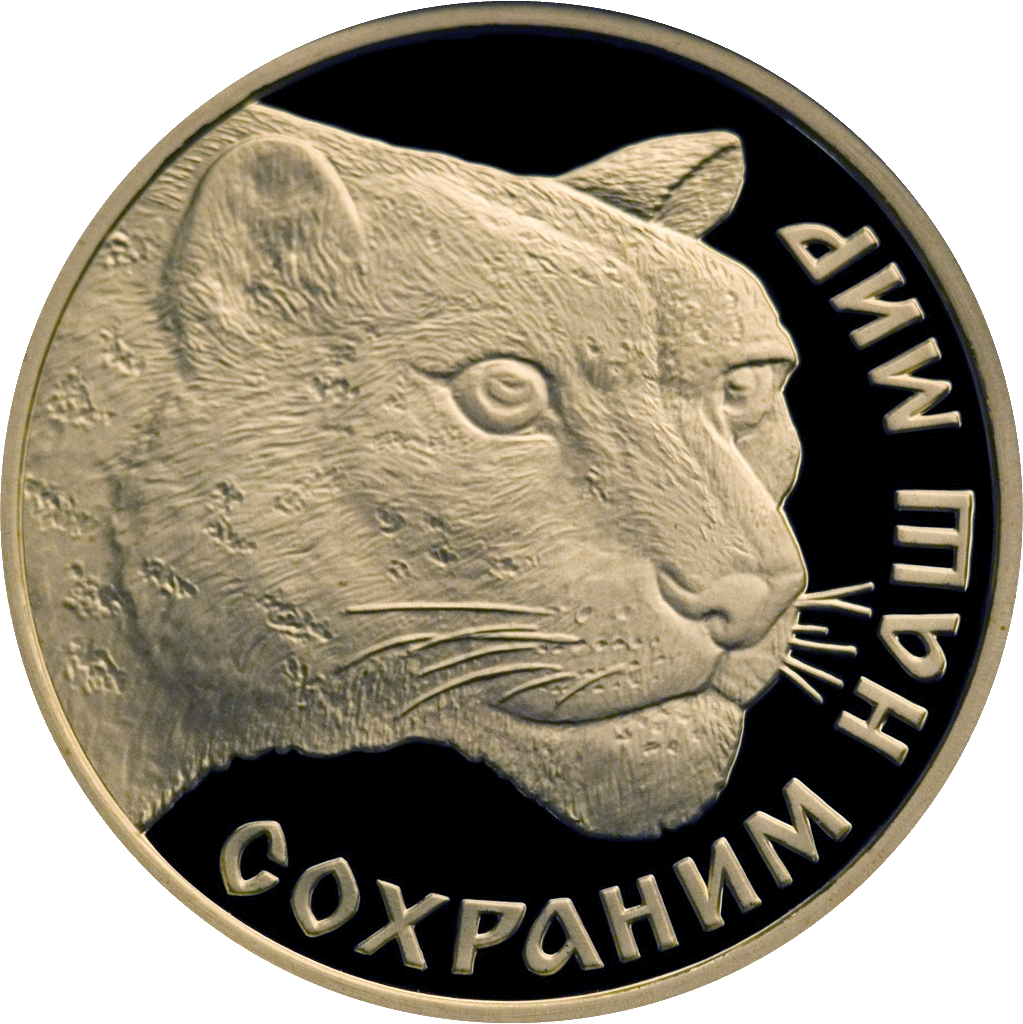
50 roubles
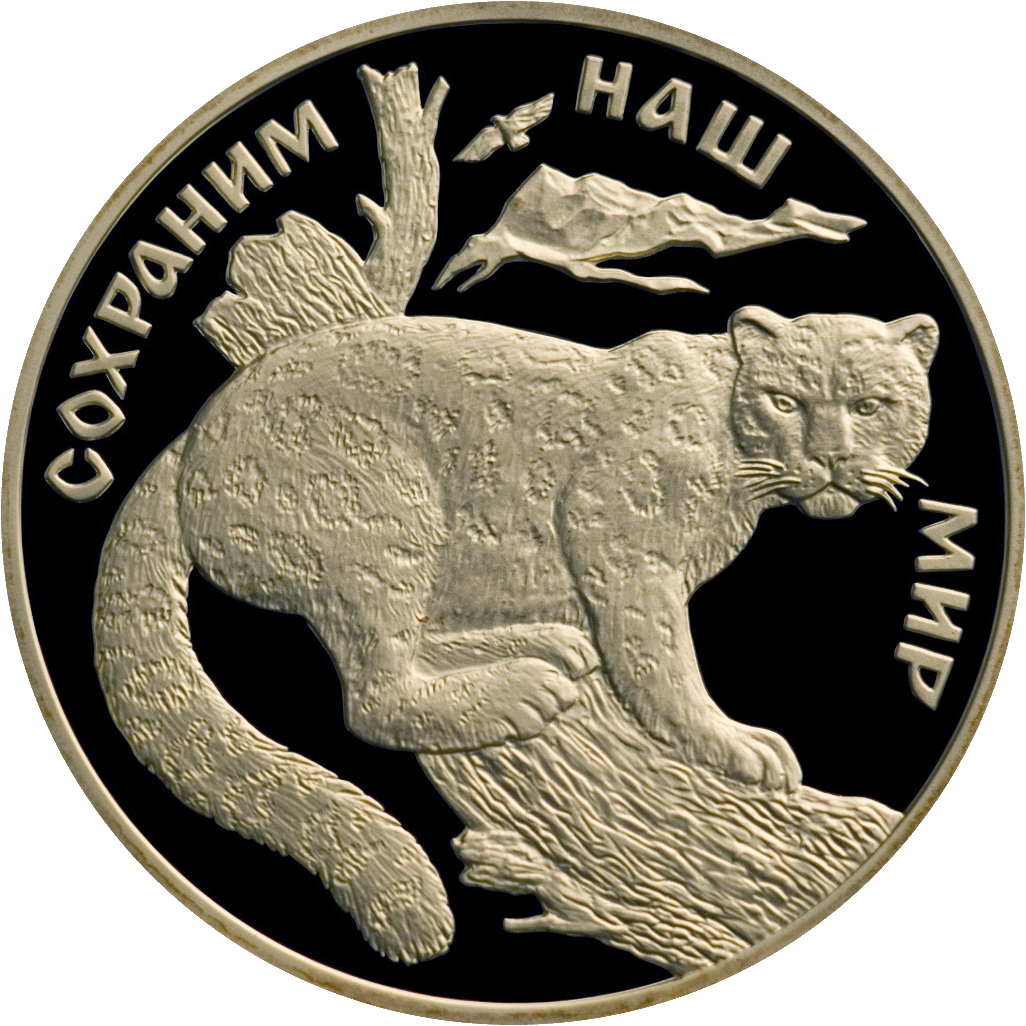
100 roubles
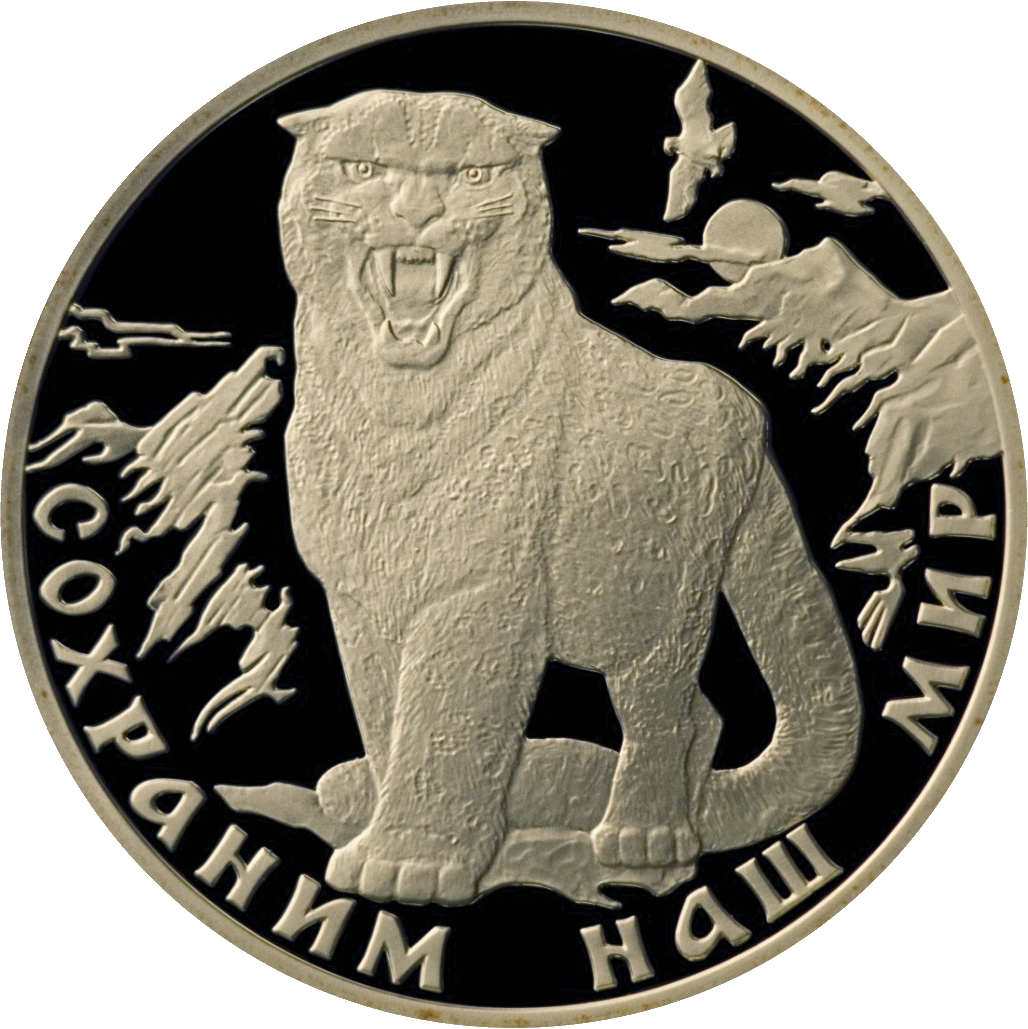
200 roubles
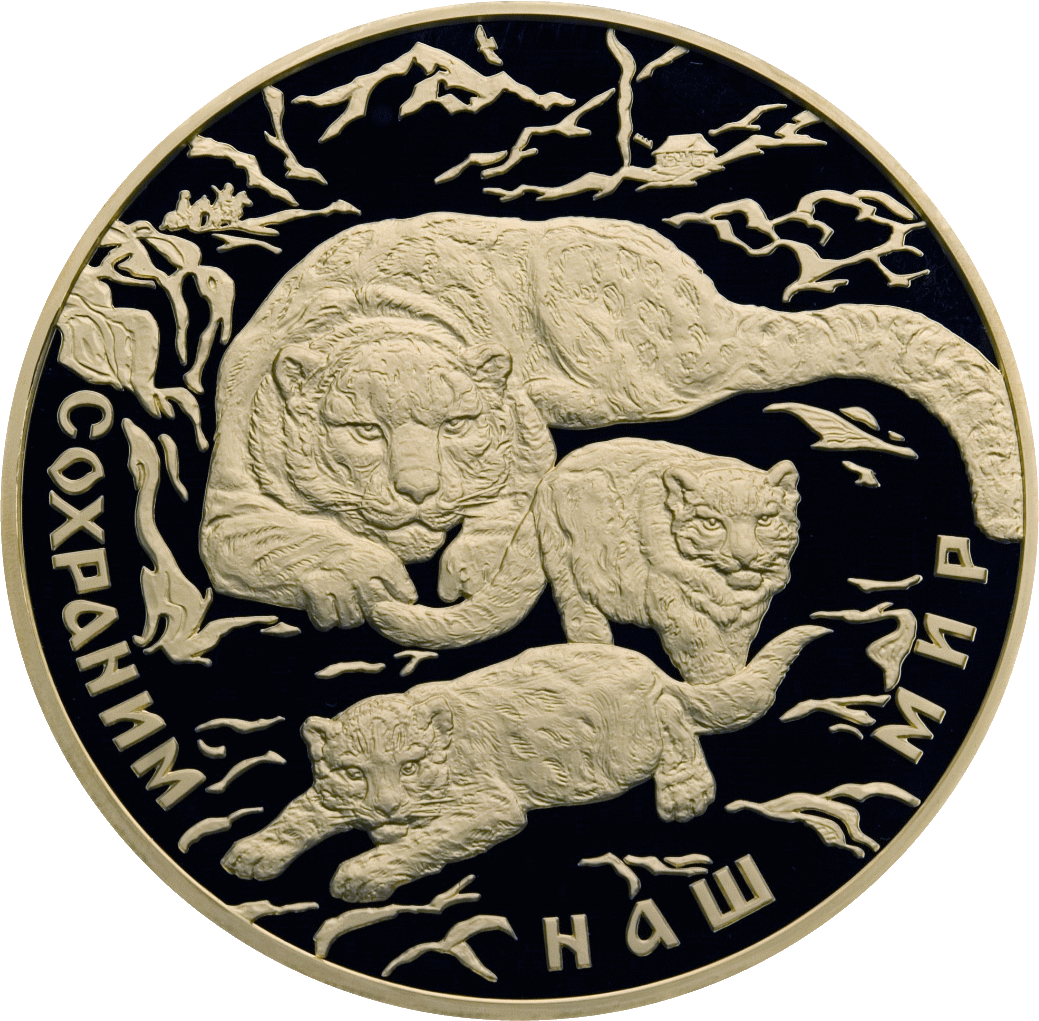
10 000 roubles

#### Philatélie

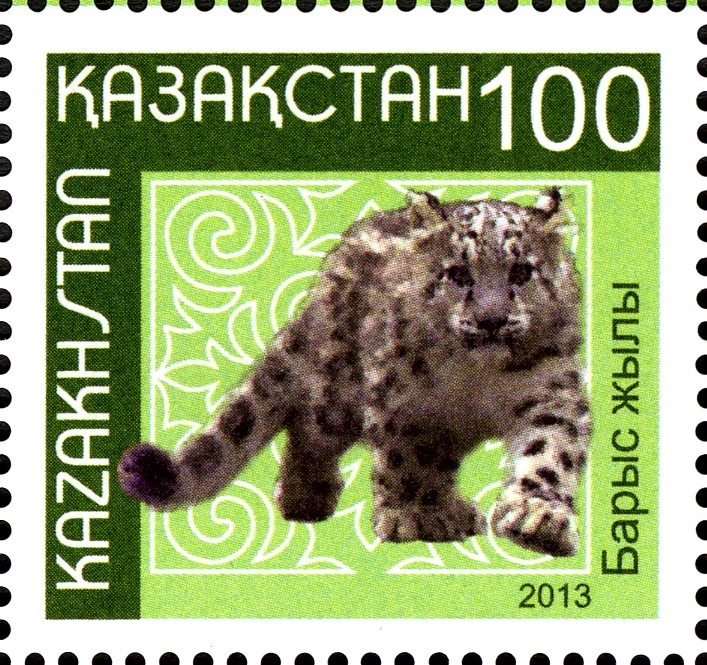
Timbre du Kazakhstan de 2013 représentant la Panthère des neiges comme un signe du zodiaque chinois.

La Panthère des neiges est représentée sur de nombreux timbres. Le Bhoutan a édité plusieurs séries de timbres en 1970, 1984, 1990, 1997, 1999, 2000, 2001, 2005 généralement sur les animaux en danger d'extinction ou sur les animaux du Bhoutan (en), avec une panthère des neiges parmi les animaux édités. En 2001, une série de quatre timbres, d'un bloc, d'une enveloppe premier jour sont entièrement dédiés à la Panthère des neiges.
En URSS, la Panthère des neiges a été représentée en 1967, 1978, 1984 et 1985. Après la dislocation de l'Union soviétique, la Russie édite des enveloppes pré-affranchies en 2003 et 2007, puis un premier timbre en collaboration avec le WWF en 2007 dans le cadre d'une série sur les espèces en danger.
Au Kazakhstan, la Panthère des neiges est très présente, souvent de manière symbolique pour représenter le pays : par exemple, par une série de timbres en 2001 sur le dixième anniversaire de l'indépendance ou en 2008 pour l'amitié entre le Kazakhstan et l'Iran (en). Elle est représentée en 1998, 2013 et 2015, dans le cadre des signes du zodiaque du calendrier chinois, où elle remplace le tigre et en 2010 comme mascotte des Jeux asiatiques d'hiver de 2011. La poste du Tadjikistan (en) édite également des timbres où le félin est représenté en 1993, 2005, 2010 sur des séries en rapport avec les animaux en danger, la faune d'Asie centrale ou le calendrier chinois. Le Kirghizistan édite régulièrement des timbres sur la Panthère des neiges, soit dans des séries sur la faune comme en 1995, 1998 ou 2014, soit dans des séries dédiées comme en 1994, 2012 et 2013.

Série de quatre timbres sur la Panthère des neiges éditée en 1994 par le Kirghizistan
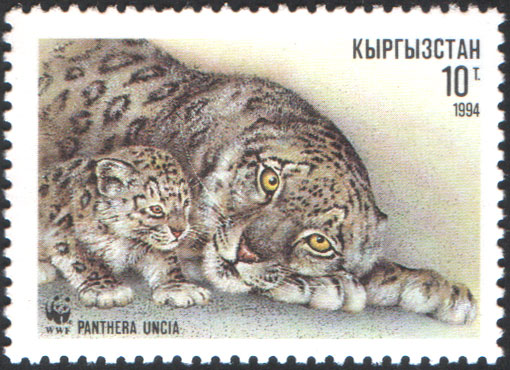
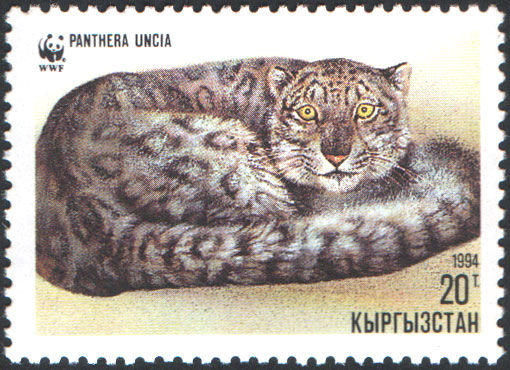
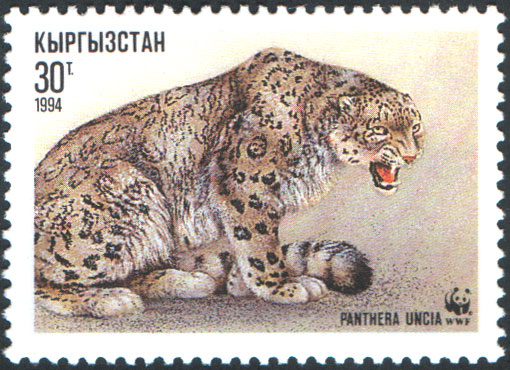
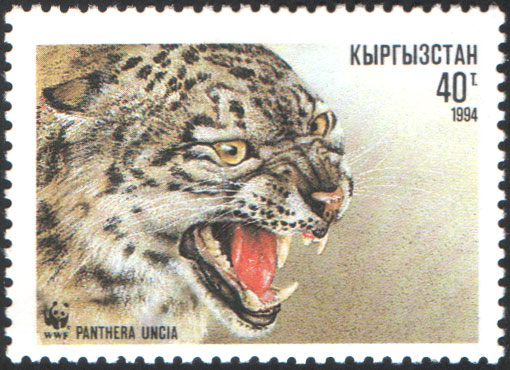

En Mongolie, la Panthère des neiges est représentée sur des séries de timbres sur les félins, les animaux en danger ou les animaux de Mongolie (en) en 1974, 1976, 1979, 2000, 2001 ou encore 2003. Des séries sont éditées uniquement sur le sujet de la Panthère des neiges en 1985 et 2015. La poste du Népal (en) publie quelques timbres sur la nature avec une panthère des neiges en 1984 et sur la mascotte des Jeux sud-asiatiques de 1999. En Chine, une série de deux timbres, avec enveloppe premier jour, est entièrement consacrée à la Panthère des neiges en 1990, puis un timbre est édité en 2001.
Le félin est présent de façon plus anecdotique comme pour la Suède, Saint-Vincent-et-les-Grenadines, la Roumanie, la Corée du Sud, l'Inde, la Guinée-Bissau, la RDA, la Finlande, l'Estonie, l'Afghanistan ou encore le Japon, la République démocratique du Congo, Jersey ou la Guinée.

#### Héraldique
La Panthère des neiges a une signification symbolique pour les peuples turcs d'Asie centrale, où l'animal est connu en tant qu'« irbis » ou « bars ». Il est largement utilisé en héraldique. Le symbole politique de l'Aq Bars (en), qui signifie « panthère blanche », est utilisé par les Tatars et les Bulgares.
La Panthère des neiges est présente sur le sceau officiel de la ville d'Almaty au Kazakhstan. L'Aq Bars ailé est visible sur le blason du Tatarstan et sur le sceau de la ville de Samarcande en Ouzbékistan. Au Kirghizistan, on la retrouve de façon stylisée sur l'emblème de Bichkek ou sur le badge de l'association des Guides du Kyrgyzstan (en). En Russie, une panthère des neiges couronnée orne les armoiries du raïon de Shushensky (en), dans le kraï de Krasnoïarsk et sur le blason de la république de Khakassie.

Symbole d'Almaty, Kazakhstan
Blason du Tatarstan
Sceau de Samarcande, Ouzbékistan
Blason de la république de Khakassie, fédération de Russie
Symbole de Bichkek, Kirghizistan
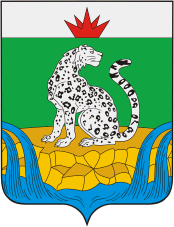
Blason du raïon de Shushensky, fédération de Russie

#### Représentations commerciales
Depuis 2005, une tête de léopard des neiges est le logo de la marque de ski de randonnée Dynafit, dans le but de symboliser les valeurs et les caractéristiques de la marque, à savoir la vitesse, la légèreté, la performance et la technologie.
Snow Leopard est le nom de code du système d'exploitation Mac OS X 10.6.
Une mascotte à l'effigie de la Panthère des neiges a été réalisée pour les Jeux sud-asiatiques de 1999 de Katmandou, et les Jeux asiatiques d'hiver de 2011 qui se sont déroulés au Kazakhstan,.

#### Tatouages
En 2003, Svetlana Pankova et L. L. Barkova, deux archéologues de l'équipe scientifique du musée de l'Ermitage, mettent en évidence en utilisant une technique de révélation par infrarouge un tatouage représentant deux tigres et une panthère des neiges attaquant un cerf, sur le bras d'une momie de femme congelée entre le Ve siècle et le IIIe siècle av. J.-C. La femme appartient à une tribu scythe du temps d'Hérodote, et est donc considérée comme une Amazone.